# Ligue 1

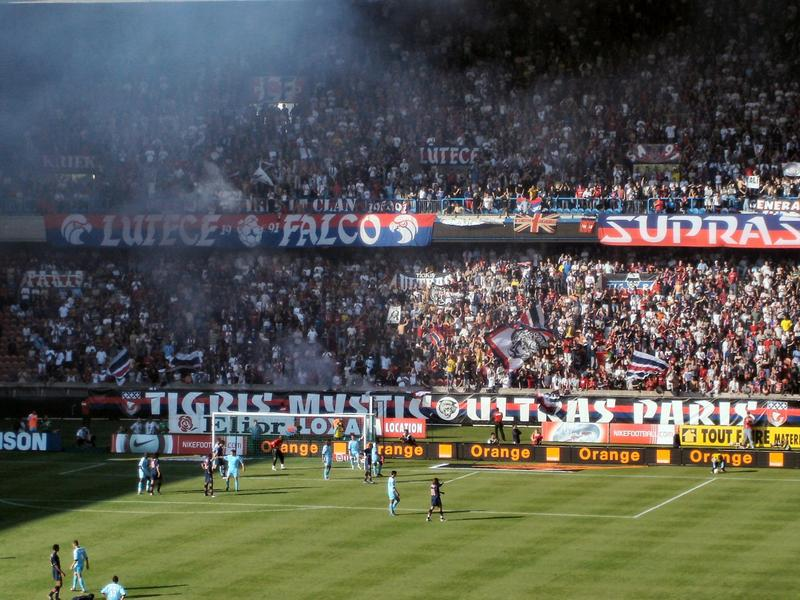
Ligue-1-Atmosphäre im Prinzenparkstadion bei einem Spiel von Paris Saint-Germain gegen SM Caen im Jahr 2004

Die Ligue 1 [li(ː)g‿ˈɛ̃ ] ist die höchste Spielklasse im französischen Männerfußball; von 1932 bis 2002 hieß sie Division 1 oder Première Division (D1). Sie war von Anbeginn an eine Profiliga. Es gab zwar schon seit 1894 französische Meisterschaften, aber erst seit 1932 zählt der Gewinn der Meisterschaft (Championnat de France) als offizieller Titel.
In einem Land, in dem diese Sportart in der Publikumsgunst noch bis in das letzte Drittel des 20. Jahrhunderts hinter Radsport, Boule und Rugby zurückstand, hat der professionelle Fußballspielbetrieb lange gebraucht, bis er um die Jahrtausendwende zu den fünf stärksten Ligen Europas gerechnet werden konnte. Der Spitzenfußball in Frankreich ist heute sehr viel globalisierter und damit verwechselbarer, hat dabei aber immer noch einige sehr „französische“ Eigenheiten bewahrt (siehe unten).
Zu dieser Entwicklung haben sowohl außerfranzösische als auch landesspezifische Rahmenbedingungen, Organisationsformen und Strukturen beigetragen, die in der bisher rund 85-jährigen Ligageschichte das Gesicht des französischen Fußballs – weit über seine drei „großen Namen“ Kopa, Platini und Zidane und erste, inselhafte Erfolge (Ende der 1950er- und in den 1980er-Jahren) hinaus – geprägt haben und die hier en détail dargestellt werden.
Hinweis: Zahlreiche französische Vereine haben in diesem Zeitraum ihren Namen geändert; hier wird stets die zum Zeitpunkt ihrer Erwähnung jeweils gültige Bezeichnung verwendet.

## Vorgeschichte

### Der späte Beginn: Ursachen
Von den ersten Landesmeisterschaften (1894, noch auf Paris beschränkt) bis zur Bildung einer das ganze Land umfassenden, einheitlichen Spielklasse vergingen knapp vier Jahrzehnte, in denen gleichwohl bereits Meisterschaften und Pokalwettbewerbe ausgetragen wurden.
Für diese – jedenfalls im Vergleich zum „Fußballmutterland“ England – lange Anlaufzeit gibt es eine Reihe von Ursachen, die teilweise typisch für die Frühgeschichte des Fußballs in ganz Europa sind, teilweise aber auch mit spezifisch französischen Bedingungen zusammenhängen. Ein wesentlicher Grund lag in der Verbandsvielfalt (oder, negativ ausgedrückt, in der organisatorischen Zerrissenheit) des französischen Sportes bis nach dem Ersten Weltkrieg: ein einheitlicher Verband, die Union des sociétés françaises de sports athlétiques (USFSA), existierte nur von 1887 bis 1905; zwischen 1905 und 1919 gab es hingegen bis zu fünf konkurrierende Verbände, in denen Fußballvereine organisiert waren und ihre jeweiligen Meister ermittelten (Genaueres hier). Zwar schufen diese 1908 einen gemeinsamen Dachverband (Comité Français Interfédéral, CFI), dem aber erst 1913 alle Organisationen des Fußballsports beigetreten waren; und schon 1914 unterbrach der Erste Weltkrieg für mehr als vier Jahre alle Einigungsbestrebungen, ehe diese Bemühungen 1919 zur Gründung der Fédération Française de Football Association (FFFA, später nur noch FFF) führten.
Damit war der Weg zu einer landesweiten, professionellen Liga aber noch keineswegs frei, denn der CFI hatte mit dem Verlag Édition Hachette eine Abmachung getroffen, die dies zunächst verhinderte: Hachette sponserte den 1917/18 ins Leben gerufenen Landespokalwettbewerb, die Coupe de France, mit jährlich 5.000 Francs und hatte sich im Gegenzug dafür das Recht zusichern lassen, dass bis 1928 kein anderer landesweiter Wettbewerb ausgetragen werden dürfe. Zudem verzögerte sich der Start der Liga in den Jahren danach auch aufgrund der Auswirkungen der Weltwirtschaftskrise und wegen der Auseinandersetzungen zwischen Befürwortern und Gegnern einer Professionalisierung des Sportes.

### Entstehung eines verkappten Professionalismus
Professionalisierung im Fußball war in Frankreich kein gänzlich neues Thema. So erhielt Frankreichs Nationaltorwart Pierre Chayriguès, wie er Ende der 1920er selbst bekannte, 1911 für seinen Wechsel zu Red Star Paris 500 Francs und verdiente anschließend ein monatliches Fixum von 400 FF zuzüglich Siegprämien von jeweils 50 FF. Nach Länderspielen holte er sich regelmäßig einen vierstelligen Betrag aus der FFFA-Geschäftsstelle ab, den der Verband – dessen Präsident Jules Rimet erklärter Verfechter des Amateurgedankens war – als „Reisespesen“, „Verdienstausfallerstattung“ oder „Arzneikosten“ deklarierte. Deswegen konnte Chayriguès es sich erlauben, 1913 ein lukratives Angebot von Tottenham Hotspur (die Rede war von 25.000 FF), in England zu spielen, auszuschlagen.
Virulent wurde die Thematik aber erst nach dem Ersten Weltkrieg, weil ab 1919 die FFFA eine Vereinheitlichung zugunsten des Amateurismus durchzusetzen vermochte, während bis 1914/18 die Verbände unterschiedlich „großzügig“ mit dieser Frage umgegangen waren. Bei etlichen Vereinen kam es daraufhin zu verschiedenen Formen eines heimlichen Berufsspielertums, wie sie auch in Deutschland vor Einführung der Bundesliga existierten. Manche Klubs wurden durch örtliche Unternehmen unterstützt, die sich einen Betriebssportverein hielten und dadurch Arbeitsplätze oder direkte Zahlungen bieten konnten (wie etwa der Automobilhersteller Peugeot in Sochaux, die Einzelhandelskette Casino in Saint-Étienne oder die Sektkellerei Pommery & Greno in Reims).
Andere Vereine lockten umworbene Spieler mit der Existenzsicherung durch Übernahme eines kleinen Geschäfts: was früher in Deutschland die Lotto-Toto-Annahmestelle war, war in Frankreich oft ein Bar-Tabac. Einzelne populäre Spieler vermarkteten auch schon frühzeitig ihren Ruhm; so warben die Nationalspieler Eugène Maës und Henri Bard für Fußballstiefel, die ihren Namen trugen.
Bei einigen Klubs waren Zahlungen an Spieler in den 1920ern ein offenes Geheimnis. Zu Olympique Marseille beispielsweise kamen Saison für Saison französische und ausländische Nationalspieler keineswegs nur wegen des angenehmen mediterranen Klimas; bei Red Star Paris spielten nach 1924 zwei Spieler, die kurz zuvor mit Uruguay Olympiasieger geworden waren; Sports Olympiques Montpelliérains hatte 1929 vier namhafte Spieler aus der Schweiz und Jugoslawien in seinen Reihen; der FC Sète ergänzte 1930 das „Ausländerkontingent“ in seinem Kader (drei Briten und ein Jugoslawe) um einen Ungarn, einen Algerier und einen weiteren serbischen Nationalspieler …
Der Nachweis dieses verkappten Professionalismus, den die Franzosen l'amateurisme marron (etwa mit „trickreicher Amateurismus“ zu übersetzen) nennen, fiel der FFFA jedoch schwer: so schloss sie 1923 den FC Cette (heute Sète) aus dem Pokalwettbewerb aus, weil dessen Schweizer Spieler Georges Kramer noch kein halbes Jahr in Frankreich ansässig war – doch ein anderes Verbandsgremium entschied Monate später mit einer Stimme Mehrheit, dies rechtfertige nicht die harte Strafe (weshalb Sète sogar die verpassten Pokalrunden nachholen durfte; Genaueres siehe hier). Zwangsläufig gehörte Sètes langjähriger Präsident Georges Bayrou zu den hartnäckigsten Befürwortern der Einführung eines offiziellen Berufsspielertums, für das er in der Presse und auf allen Verbandsebenen immer wieder warb.
Wenn also die FFFA die Bezahlung von Spielern schon nicht verhindern konnte, so musste ihr Interesse darin bestehen, diese Entwicklung in geordnete Bahnen zu lenken und dadurch zu kontrollieren. Der französische Verband hat sich dann – anders als beispielsweise der Deutsche Fußball-Bund, der sich 1929/30 („Fall Schalke“, Gründung des Deutschen Professional-Fußballbundes) ebenfalls massiv mit diesem Schisma auseinandersetzen musste – relativ zügig für einen offensiven Umgang mit dem Scheinamateurismus entschieden.

### Die „Coupe Sochaux“
Ausgerechnet der erst kurz vorher gegründete FC Sochaux leistete entscheidende Schrittmacherdienste für die Einführung eines landesweiten Ligabetriebes: 1930 stiftete der Vereinssponsor mit Genehmigung der FFF einen Pokal, die Coupe Sochaux, und lud zu diesem weitgehend im Ligamodus ausgetragenen Wettbewerb neben dem FC Sochaux die sieben vermeintlich stärksten Mannschaften ein: je zwei aus dem Norden (Lille Olympique, RC Roubaix), dem Süden (Olympique Marseille, FC Sète) und Paris (Red Star, Club Français) sowie eine aus dem Osten (FC Mulhouse). Dieser Wettbewerb endete 1931 mit dem 6:1-Endspielsieg des Ausrichters gegen Lille. Im Jahr darauf (1931/32) wurde der Wettbewerb wiederholt, diesmal bereits mit 20 Teilnehmern (Sieger: FC Mulhouse, 4:2 gegen Stade Français Paris), und das öffentliche Echo verdeutlichte das große Interesse an einer höchsten nationalen Spielklasse.

### Die „Stunde Null“
Am 16. Januar 1932 beschloss eine zwölf Monate vorher eigens dafür von der FFF eingesetzte Kommission unter Jean Bernard-Lévy die endgültigen Modalitäten des zukünftigen Berufsfußballs in Frankreich. Verabschiedet wurde u. a. auch ein Profispielerstatut, nach dem die Spieler mit monatlich höchstens 2.000 alten Francs entlohnt werden durften. Außerdem wurden zwei Aufsichtsgremien geschaffen: Das eine war für Spieler- und Vertragsfragen zuständig; ihm stand der ehemalige Nationalspieler und Journalist Gabriel Hanot vor. Das zweite (Groupement des Clubs Professionnels) befasste sich unter dem späteren Verbandspräsidenten (ab 1949) Emmanuel Gambardella mit Ligabetrieb und Meisterschaft; in ihm waren auch mehrere Vereinsvertreter stimmberechtigt.

## Die ersten Jahre (1932–1939)
Mit der Spielzeit 1932/33 (exakt am 11. September 1932) begann in Frankreich der professionelle Spielbetrieb. Dazu mussten – und müssen sich bis heute – die teilnehmenden Klubs ein Profistatut geben. 20 Vereine erhielten 1932 die Zulassung für diese erste Spielzeit und gelten somit als die Gründungsmitglieder der Liga. Sie wurden in zwei Spielstaffeln eingeteilt, aber nicht nach regionalen Gesichtspunkten, sondern in jeder Gruppe spielten Vereine aus dem gesamten Staatsgebiet.
Der Gruppe A wurden zugeordnet: FC Hyères, Olympique Lillois, Olympique Marseille, FC Mulhouse, SC Nîmes, OGC Nizza, Excelsior AC Roubaix, FC Sète sowie aus Paris Racing Club und Club Français.
In Gruppe B spielten: Olympique Alésien, Olympique Antibes, AS Cannes, SC Fivois, FC Metz, Sports Olympiques Montpelliérains, Stade Rennais UC, FC Sochaux-Montbéliard und aus Paris Red Star Olympique sowie Cercle Athlétique.
Die beiden Gruppensieger (Lille Olympique und Olympique Antibes) sollten in einem Endspiel den ersten französischen Meister ermitteln – das allerdings gewann Lille gegen die AS Cannes, den Zweiten der Gruppe B, weil Antibes der Bestechung eines Gegners überführt und auf Platz zwei zurückgestuft wurde. Am Ende der ersten Saison stiegen gleich sechs Klubs ab (Club Français, Red Star, Hyères, Metz, Mulhouse und Alès), keiner kam neu hinzu – die D1 wurde vorübergehend auf 14 Mannschaften verkleinert und fortan nur noch in einer Gruppe ausgespielt.
In den Vorkriegsspielzeiten bis 1938/39 litt der Ligabetrieb zunächst unter manchen „Kinderkrankheiten“. Der Spielmodus wurde häufig verändert (siehe unten), 1933 eine zweite und 1936 eine dritte Liga eingeführt, wobei Letztere nur eine Spielzeit lang Bestand hatte. Neun Vereine übernahmen sich wirtschaftlich und mussten nach kurzer Zeit den Berufsfußball zumindest vorübergehend wieder aufgeben (1934 OGC Nizza, US Suisse Paris, FC Lyon; 1935 US Tourcoing, FC Hispano-Bastidien Bordeaux, SC Nîmes, Club Français, US Saint-Servan-Saint-Malo; 1936 AS Villeurbanne).
Andererseits erhöhte sich die Zahl der Profiklubs in D1 und D2 von 20 (1932/33) über 34 (1935/36) auf 37 (1938/39), und der französische Fußball zog Spieler aus vielen anderen Ländern an, was zweifellos seiner Qualität zugutekam: 1933/34 beispielsweise standen u. a. dreizehn Österreicher, zehn Engländer, sieben Ungarn, fünf Schotten und fünf Deutsche in Frankreichs Eliteklasse unter Vertrag – mit steigender Tendenz, was 1938 zur Beschränkung der Höchstzahl spielberechtigter Ausländer auf zwei pro Mannschaft führte (siehe auch unten). In dieser Zeit gab es noch keinen Verein, der die Liga eindeutig dominiert hätte; vielmehr teilten sich fünf Klubs die sieben Meistertitel: der FC Sochaux und der FC Sète waren je zweimal, Olympique Marseille, Lille Olympique und der Racing Club je einmal erfolgreich.

## Die „Kriegsmeisterschaften“
Von 1940 bis 1945 war Frankreich in weiten Teilen von der deutschen Wehrmacht besetzt, ein landesweiter, einheitlicher Spielbetrieb unter Profibedingungen auch aus anderen Gründen nicht möglich. So gab es zwar einen Ligabetrieb in zwei bzw. drei regionalen Gruppen, aber die Aufteilung des Landes in eine freie, eine besetzte und eine verbotene Zone (Zone libre, Zone occupée, Zone interdite) ließ (außer 1945) keine Endspiele zu. 1940/41 konnten Mannschaften aus dem grenznahen Norden und Nordosten überhaupt nicht am zonenübergreifenden Spielbetrieb teilnehmen. Zudem versuchte die dem professionellen Sport ablehnend gegenüberstehende Vichy-Regierung, ihren bei Sportlern und Sportanhängern unpopulären Standpunkt in kleinen Schritten durchzusetzen: in der Saison 1941/42 setzte das Comité national des sports unter Leitung des Staatskommissars Colonel Pascot die Spieldauer von 90 auf 80 Minuten herab. Zwar wurde diese Entscheidung nach einem Jahr rückgängig gemacht, aber dafür musste 1942/43 jeder Profiverein mindestens vier Amateure einsetzen. 1943/44 spielten überhaupt keine Vereinsteams mehr um Meisterschaft und Pokal, sondern nur noch neu gebildete Regionalauswahlen, deren Spieler zu Staatsangestellten wurden. De facto bestanden diese Équipes Fédéraux allerdings ganz überwiegend aus den Spielern eines oder höchstens zweier Klubs, und schon 1944/45 wurde auch dieser Versuch wieder aufgegeben. Dennoch dürften diese Experimente sich kontraproduktiv bezüglich einer Steigerung des Fußballsports in der Zuschauergunst ausgewirkt haben.
Darum finden diese Kriegs-Spielzeiten in Frankreich in keinerlei (Spieler-, Mannschafts-, Titel-) Statistiken Berücksichtigung; hingegen wurde der Landespokal weiterhin ausgetragen und auch in den Statistiken offiziell gewertet.
Krieg, Besetzung und Widerstand sorgten auch im professionellen Fußball für eine deutliche Zäsur. Für Spieler, Trainer und Funktionäre unterbrachen bzw. beendeten diese Jahre eine berufliche Karriere (vgl. etwa die Biografien von Jean Snella, Roger Courtois, Étienne Mattler und Larbi Ben Barek). Ebenso überstand mancher Traditionsverein, insbesondere aus der im Grenzgebiet zu Belgien gelegenen zone interdite, die auch wirtschaftlich schwierigen Jahre nicht und war zur Fusion oder Auflösung gezwungen (wie beispielsweise der SC Fivois, US Tourcoing und RC Roubaix).

## Meisterschaften ab 1945
Nach der Befreiung Frankreichs änderte sich die oben angesprochene relative Ausgewogenheit der Division 1 nachhaltig und es lassen sich bis in die Gegenwart vier Epochen definieren, die jeweils durch die Dominanz eines oder weniger Vereine geprägt sind.

### 1945: Rückkehr zur Normalität
Fast so, als hätte es nur eine kurze Sommerpause zwischen dem Ende der letzten Vorkriegssaison und der Wiederaufnahme des regulären Ligabetriebes im August 1945 gegeben, entschied der Fußballverband, dass die besten 14 Erstligisten und die beiden Aufsteiger der Saison 1938/39 die neue Division 1 bilden sollten; diese wurde zudem auf 18 Teilnehmer aufgestockt, so dass sich Mannschaften Hoffnungen machen konnten, in diesen Kreis aufgenommen zu werden, die während der Kriegsmeisterschaften besonders erfolgreich abgeschnitten hatten. Weil der SC Fivois mit Lille Olympique-Iris Club fusionierte, gab es schließlich sogar drei freie Plätze, die an Girondins-AS du Port de Bordeaux, Lyon Olympique Universitaire und Stade de Reims fielen – alle drei waren bis dahin ohne Erstligaerfahrung. Ebenfalls neu war der CO Roubaix-Tourcoing, eine Fusion dreier Profiklubs, der den Platz von Excelsior AC Roubaix einnahm.

### 1945–1963: Aus der Champagne nach Europa
Ausgerechnet zwei dieser Neulinge sorgten gleich zu Anfang für Furore: CORT wurde 1946 Dritter und gewann 1947 die Meisterschaft. Anschließend beherrschte Stade Reims das fußballerische Oberhaus für fast zwei Jahrzehnte: sechsmal gewann der anfangs als „Provinzfußballer“ belächelte Verein aus der Champagne in dieser Zeit die Meisterschaft, wurde dazu dreimal Vizemeister und schloss in diesen 18 Jahren mit einer Ausnahme nie schlechter als auf Platz vier ab. Dazu machten die Rot-Weißen auch in der Coupe de France (zwei Erfolge) und mehr noch auf europäischer Ebene von sich reden, gewannen 1953 die Coupe Latine und standen 1956 und 1959 jeweils gegen Real Madrid in den Endspielen um den Europapokal der Landesmeister. Die Mannschaft unternahm ausgedehnte Reisen zu Freundschaftsspielen auf sämtlichen Kontinenten, beileibe nicht nur in der frankophonen Welt. Mit sechs aktuellen und zwei langjährigen Reimser Profis stellte sie auch das Gerüst der Nationalelf bei Frankreichs bis dahin größtem Weltmeisterschaftserfolg (Dritter der WM in Schweden). Noch heute spricht man in Anspielung auf den jahrzehntelangen Vereinssponsor, eine Sektkellerei, vom „foot petillant“, dem „prickelnden Fußball“ der Elf aus der Champagne.
Die Rolle als „Kronprinz der Liga“ teilten sich während dieser langen Vorherrschaft der Rémois drei Vereine: Lille OSC wurde zwischen 1945 und 1954 zweimal Meister und tat sich mehr noch im Pokal (fünf Titel) hervor; etwas später löste OGC Nizza (vier Meistertitel zwischen 1950 und 1959) Lille ab, dann folgte die AS Monaco (zweimal Erster 1961 und 1964). Für Spannung in der Division 1 sorgten ab Mitte der 1950er-Jahre zudem Racing Paris und Olympique Nîmes, die zwei- bzw. dreimal mit dem undankbaren zweiten Platz vorliebnehmen mussten.

### 1963–1981: Doppelherrschaft von „Grünen“ und „Gelben“
Mit dem Verlust der vorherrschenden Stellung von Stade Reims, das zeitweilig sogar nur noch zweitklassig spielte, ging der Aufstieg der AS Saint-Étienne einher, die wegen ihrer Spieltracht les Verts (die Grünen) genannt wurde. Von den 18 Titeln dieser Ära gewann der Verein alleine neun, davon vier in Serie (1967–1970), fügte zwei Vizemeisterschaften sowie fünf Pokalsiege hinzu und erreichte 1976 ebenfalls das Europapokalfinale. Ähnlich wie Reims anderthalb Jahrzehnte zuvor stellten die Stéphanois das Gerüst der Nationalelf – und sie wurden während einiger dieser Jahre sogar vom ehemaligen Reimser Trainer Albert Batteux gecoacht.
Allerdings war die Dominanz der „Grünen“ während dieser Ära ständig bedroht, und dies von einem Klub, der überhaupt erst 1963 in die D1 aufgestiegen war: der FC Nantes (oder les Canaris wegen seines gelben Dresses) wurde seinerseits zwischen 1964 und 1986 sechsmal Landesmeister, landete dazu in sieben Spielzeiten auf Platz zwei, war allerdings im Pokal (nur ein Titel) und auf europäischer Ebene weniger erfolgreich als Saint-Étienne.
Lediglich am Ende der Saison 1971/72 stand weder die ASSE noch der FCN auf einem der beiden ersten Plätze: das war die kurze Zeit, in der Olympique Marseille sich anschickte, in die Phalanx von Grün und Gelb einzubrechen; die Südfranzosen wurden zwischen 1970 und 1972 auch zweimal französischer Meister, aber danach dominierten Saint-Étienne und Nantes noch ein Jahrzehnt lang die Liga wieder alleine.
Auf europäischer Ebene allerdings zog ein Außenseiter mit den Verts gleich: 1978 erreichte der Liga-Nobody SEC Bastia das Endspiel im UEFA-Pokal, konnte es aber auch nicht gewinnen.
In diese Zeit fällt auch eine Neuerung, die ganz maßgeblich dazu beigetragen hat, dass französische Vereine und insbesondere die Nationalmannschaft auf lange Sicht besser mit den anderen starken Nationen des Weltfußballs mithalten konnten: die Pflicht aller Profiklubs zu systematischer Ausbildung und Förderung des Nachwuchses (siehe eigenes Kapitel unten).

### 1981–1999: Beständig war nur der Wechsel
In diesem Zeitraum gab es keine einzelne Mannschaft, die nahezu durchgehend als sicherer Titelaspirant gelten konnte, sondern sieben Vereine teilten sich die 18 Meisterschaften, und es gelang sogar nur zweien von ihnen, in aufeinanderfolgenden Jahren ihren Titel zu verteidigen: das waren Girondins Bordeaux (zwischen 1980 und 1999 viermal auf Platz eins, dazu dreimal Vizemeister) und Olympique Marseille (zwischen 1986 und 1994 vier Meisterschaften – 1989–1992 in Serie –, dazu zwei zweite Plätze).
Marseille beendete zudem die Saison 1992/93 als Tabellenführer, allerdings wurde ihm dieser Titel wegen einer Spielmanipulation nachträglich aberkannt, auch nicht an den Tabellenzweiten vergeben, und OM wurde 1994 in die zweite Liga zurückgestuft.
Weitere Spitzenteams dieses Abschnittes waren AS Monaco (drei Titel und drei zweite Plätze zwischen 1978 und 1993), Paris Saint-Germain (zwei erste, vier zweite Plätze 1982–1997) und der FC Nantes (zwei Titel 1983 und 1995 sowie zweimal Vizemeister). Zudem gelang der AJ Auxerre (1996) und dem RC Lens (1998) jeweils ihre bisher einzige Meisterschaft.
Möglicherweise trug allerdings diese Verbreiterung der Leistungsspitze in der D1, die die Mannschaften regelmäßig stärker forderte, dazu bei, dass die französischen Vertreter in den Europapokalwettbewerben häufiger als je zuvor die Endspiele erreichten. Im UEFA-Pokal gelang dies Bordeaux (1996) und Marseille (1999), im Pokalsiegerwettbewerb Monaco (1992) und Paris (1996, 1997) und in der Champions League Marseille (1991, 1993). Zum ersten Mal holten dabei zwei Teams aus der Division 1 sogar den jeweiligen Pokal, nämlich Marseille 1993 und PSG 1996.

### Seit 1999: Der Hegemonie Lyons folgt diejenige von Paris
Im ersten Jahrzehnt dieses Zeitraums hatte sich ein Alleingang entwickelt: zwar gewannen anfangs mit AS Monaco und FC Nantes zwei „Altmeister“ den Titel, aber von 2002 bis 2008 konnte sich nur noch Olympique Lyon in die Meisterliste eintragen, nachdem die Elf aus dem Stade Gerland 2001 schon Platz zwei belegt hatte. Erstmals misslang OL die erneute Titelverteidigung 2009, als bereits nach dem drittletzten Spieltag rechnerisch feststand, dass die Trophäe in einer anderen Vereinsvitrine – nämlich der der Girondins Bordeaux – Platz finden würde, und auch in den folgenden vier Jahren ging sie in andere Städte. Dennoch beendete Lyon auch in diesen Jahren die Saison nie schlechter als auf dem vierten Rang. Mit Olympique Marseille (2010), OSC Lille (2011) und Paris Saint-Germain (2013) wurden drei Klubs Meister, deren letzter Titelgewinn jeweils schon sehr lange zurücklag – bei Lille sogar weit über ein halbes Jahrhundert –, und der HSC Montpellier (2012) hatte noch nie zuvor die Meisterschaft gewonnen. Angesichts der gewaltigen Investitionen, die die neuen, ausländischen Besitzer von Paris Saint-Germain und AS Monaco seit Beginn der 2010er Jahre getätigt haben, gingen zahlreiche Fachleute davon aus, dass der Hauptstadtklub und der Verein aus dem Fürstentum über mehrere Jahre die Liga dominieren könnten. Tatsächlich waren die Monegassen 2017 erfolgreich, aber das war von 2014 bis 2020 die einzige Saison, in der Paris seinen Titel nicht zu verteidigen vermochte, und nach einem weiteren Titelgewinn für Lille (2021) trug PSG sich erneut in die Meisterliste ein.
Es ist allerdings zu berücksichtigen, dass auch in den zurückliegenden Jahrzehnten für die dominierenden Klubs der Liga auf einige Jahre voller Triumphe der Alltag im Mittelfeld und gelegentlich sogar der tiefe Fall in die Ligue 2 folgte. Dass vergangene Größe wenig zählt, musste beispielsweise der FC Nantes erfahren, der 2007 nach 44 Jahren ununterbrochener Erstligazugehörigkeit abstieg; 2008 sind mit Racing Lens, Racing Strasbourg und dem FC Metz gleich drei Klubs abgestiegen, die in der Vergangenheit manch wichtiges Kapitel im „Buch des französischen Ligafußballs“ geschrieben haben. Außerdem spielte die AS Monaco ab 2011/12 zum ersten Mal seit 34 Jahren nicht mehr in der Ligue 1; gleiches gilt für die AJ Auxerre ab 2012/13 nach 32 Jahren in Serie. Dafür sind seit 2009 mit der US Boulogne, AC Arles-Avignon, FC Évian Thonon Gaillard, FCO Dijon und Gazélec FC Ajaccio die Erstligisten Nummer 67 bis 71 neu hinzugekommen. 2012 kehrte nach 33-jähriger Abwesenheit das einstige französische „Flaggschiff“ Stade Reims in die höchste Spielklasse zurück, musste diese 2016 wieder verlassen, kehrte aber 2018 zurück – begleitet von einem anderen Klub, dessen erfolgreichste Jahre lange zurücklagen, nämlich Olympique Nîmes.
Insgesamt hat die Ligue 1 gerade seit der Jahrtausendwende derart an Stärke und Renommee gewonnen, dass sie neben Premier League, Primera División, Serie A und Bundesliga zu den bedeutendsten Fußballligen weltweit gezählt wird. Der AS Monaco gelang 2004 der Einzug in das Champions-League-Finale, was Paris 2019/20 gleichfalls schaffte; Serienmeister Olympique Lyon erreichte je dreimal das CL-Viertel- und Achtelfinale, ehe er sich 2010 nach einem „innerfranzösischen“ Viertelfinale gegen Girondins Bordeaux für die Vorschlussrunde qualifizierte. 2024/25 gewann Paris erstmals ein Champions-League-Finale, als zweiter französischer Club nach Marseille 1993. 2025 erreichte Paris auch das Finale der FIFA-Klub-Weltmeisterschaft.

#### UEFA-Fünfjahreswertung und Europapokalplätze
Platzierung in der UEFA-Fünfjahreswertung:
(in Klammern die Vorjahresplatzierung). Die Kürzel CL, EL und CO hinter den Länderkoeffizienten geben die Anzahl der Vertreter in der Saison 2026/27 der Champions League, der Europa League sowie der Conference League an.
- 03.  (03)  Spanien (Liga, Pokal) – Koeffizient: 94.453 – CL: 4, EL: 2, CO: 1
- 04.  (04)  Deutschland (Liga, Pokal) – Koeffizient: 86.331 – CL: 4, EL: 2, CO: 1
- 05.  (05)  Frankreich (Liga, Pokal, Ligapokal) – Koeffizient: 73.093 – CL: 4, EL: 2, CO: 1
- 06.  (06)  Niederlande (Liga, Pokal) – Koeffizient: 67.150 – CL: 3, EL: 2, CO: 1
- 07.  (07)  Portugal (Liga, Pokal) – Koeffizient: 62.266 – CL: 2, EL: 2, CO: 1

Stand: Ende der Europapokalsaison 2024/25
Der Meister und Vizemeister sind für die Gruppenphase der UEFA Champions League qualifiziert. Der drittplatzierte spielt in den Play-offs zur UEFA Champions League. Der französische Pokalsieger und der Vierte der Liga spielen in der Gruppenphase der UEFA Europa League. Der 5. der Liga tritt in den Play-off-Spielen zur UEFA Europa Conference League an. Sollte der Pokalsieger in der Liga auf einem der ersten 4 Plätzen stehen, geht der zweite Europa-League-Platz an den 5. der Liga und der Platz in der Conference League nimmt der 6. der Liga ein. Letzteres tritt auch ein, wenn der Pokalsieger in der Liga 5. wird.

#### Die Ligue 1 im Vergleich mit den vier „großen“ europäischen Ligen
Der Spitzenfußball in Frankreich wies einer auf Basis der Zahlen von 2007 erhobenen schweizerisch-französischen Untersuchung zufolge eine Reihe typischer Besonderheiten auf, die ihn von den Ligen in England, Italien, Spanien und Deutschland signifikant unterschieden:
- Nur 31,1 % der Profis waren auch Nationalspieler; bei den vier „Großen“ lagen die entsprechenden Werte zwischen 41,2 (Spanien) und 67,7 % (England);
- 32,5 % der Spieler standen bei dem Klub unter Vertrag, bei dem sie als Jugendliche ausgebildet wurden; dagegen bewegten sich die Vergleichszahlen nur zwischen 8,5 (Italien) und 20,5 % (Spanien);
- französische Erstligaspieler waren mit einem Durchschnittsalter von 24,9 Jahren etwas jünger als ihre Kollegen (zwischen 25,5 in Deutschland und 26,4 Jahren in Italien);
- in Frankreich besaßen nur 33,1 % der Profis eine andere Staatsangehörigkeit, während deren Anteil in den Vergleichsligen zwischen 36,8 (Italien) und 59,4 % (England) lag;
- 78 Franzosen, aber nur 16 Italiener, 15 Spanier, zehn Deutsche und kein einziger Engländer spielten in einer der vier anderen ausländischen Ligen, die hier verglichen wurden;
- die Vereinstreue ist in Frankreich relativ hoch und wurde lediglich von der Bundesliga übertroffen: seit mindestens drei Jahren beim selben Verein spielten in Deutschland 39,0, in Frankreich 36,2, in den drei anderen Ligen nur zwischen 31,1 und 34,6 % der Profis.

Nach Fortschreibung dieser Studie haben sich die Spezifika der Ligue 1 in den Jahren 2008 und 2009 nur graduell, nicht jedoch grundsätzlich verändert. Insbesondere war der französische Fußball mit 85 Auslandsprofis weiterhin die „europäische Spielerquelle Nummer eins“; weltweit „exportierten“ nur Brasilien (139) und Argentinien (95) mehr Spieler als Frankreich. Auf dem vierten Rang folgten, mit weitem Abstand, die Niederlande (36).
Mit Stand 2021 haben sich diese Zahlen jedoch teilweise deutlich verändert. So liegt der Anteil an ausländischen Spielern nunmehr bei 48,5 % (zum Vergleich: Deutschland 55,0 %, England 62,9 %, Italien 60,6 %, Spanien 38,9 %). Das Durchschnittsalter ist nun auf demselben Niveau wie in Deutschland (beide 25,6 Jahre; zum Vergleich: Spanien 27,7 Jahre, Italien 27,1 Jahre, England 27,2 Jahre).

## Meisterschaftsmodus im Wandel
Die Aufteilung der Division 1 in zwei Gruppen wurde nach dem ersten Jahr aufgegeben: seit 1933 war die höchste Spielklasse, mit Ausnahme der Kriegs- und Besatzungsjahre (1939–1945), stets eingleisig. Ansonsten wurde der Ligacharakter (Heim- und Auswärtsspiel jedes Klubs gegen jeden anderen; die erreichten Punkte und das Torverhältnis entscheiden am Ende der Saison über die Platzierung) von 1932 bis in die Gegenwart beibehalten. Die Meisterschaft wird nicht kalenderjährlich, sondern über den Jahreswechsel hinweg ausgetragen; der Meister des Jahres x hat also seinen Parcours im Jahr x–1 begonnen.

### Saisondauer und Spielpausen
- Abhängig von der Zahl der teilnehmenden Mannschaften fand der erste Spieltag der D1 meist Anfang August jeden Jahres, im Einzelfall auch bereits ab Mitte Juli statt. Die Auftaktsaison 1932/33 startete sogar erst im September, allerdings hatten die Mannschaften da insgesamt auch nur je 18 Begegnungen auszutragen.
- Saisonende ist normalerweise im Mai, aber auch hier gab und gibt es Ausnahmen: so endete die erste Nachkriegssaison erst am 26. Juni 1946, in Jahren einer Weltmeisterschaft mit Beteiligung der Équipe tricolore hingegen auch deutlich früher (1985/86 etwa bereits am 12. April).
- Die rund zweimonatige Sommerpause ist zum einen den klimatischen Bedingungen im südlichen Teil Frankreichs geschuldet, hängt aber auch mit den Besonderheiten der französischen Urlaubsregelung zusammen: nach dem Zweiten Weltkrieg schälte sich ein System heraus, wonach insbesondere Angestellte (die „Juilletistes“) im Juli und Arbeiter (die „Aoûtistes“) ab dem ersten Augustwochenende ihren Jahresurlaub nehmen mussten – die großen Industriebetriebe schlossen bis in die jüngste Zeit im August wegen Betriebsferien –; auch die Ferien an Schulen und Hochschulen erstrecken sich über diese beiden Monate.
- Zwischen den Jahren wurde bis einschließlich 1963/64 ohne Unterbrechung durchgespielt, auch an den Weihnachtstagen und Silvester. Eine Winterpause wurde erstmals 1964/65 eingeführt, die in der Regel aber kürzer als beispielsweise die deutsche ist und nur ca. vom 20. Dezember bis 15. Januar dauert.
- Abendspiele unter Flutlicht wurden für die gesamte Liga erstmals am 19. September 1957, dem 5. Spieltag der Saison 1957/58, angesetzt.[16]

### Teilnehmerzahl und Verfahrensregelungen
- Meist spielten 20 Mannschaften (1932/33, 1946/47, 1958–1963, 1965–1968, 1970–1997 und seit 2002 bis einschließlich 2023) um den Titel; eine 18er-Liga gab es 1945/46, 1947–1958, 1963–1965, 1968–1970, 1997–2002 und wieder ab 2023, 16 Konkurrenten 1934–1939 und nur 14 in der zweiten Saison (1933/34).
- Die Zahl der Ab- und damit auch der Aufsteiger variierte häufig: es gab Spielzeiten, in denen nur der Tabellenletzte in die zweite Liga musste (1968–1970), maximal betraf dies sogar die letzten vier Teams (1958–1963); sehr häufig gab es auch eine Kombination aus feststehenden Abstiegsplätzen (z. B. die letzten beiden) und Ausscheidungsspielen (Barrages) zwischen den nächstschlechteren Mannschaften gegen den Dritten (und Vierten) der Division 2, von deren Ausgang der Verbleib in der Liga abhing. Seit 1997 gilt hier, dass die letzten Drei absteigen; ab der Saison 2016/17 wird es aber wieder nur zwei direkte Absteiger geben, während der Drittletzte sich in einer Relegation gegen den Zweitligadritten die Ligazugehörigkeit bewahren kann.
- Die Zwei-Punkte-Regelung für einen Sieg galt von 1932 bis 1988; 1988/89 wurden versuchsweise für einen Sieg drei Punkte vergeben. Dann kehrte man zur alten Regelung zurück, ehe mit der Saison 1994/95 endgültig die Drei-Punkte-Regel eingeführt wurde. Zudem hat man kurzzeitig versucht, den attraktiven Angriffsfußball durch Zusatzpunkte zu fördern: pro Spiel bekam jede Mannschaft einen Punkt mehr, die mindestens drei Tore geschossen (1973/74) bzw. die ihr Spiel mit mindestens drei Toren Unterschied gewonnen hatte (1974–1976). Die unterhalb der D3 bestehende Vier-Punkte-Regel, wonach jede Mannschaft für jedes ausgetragene Spiel – unabhängig vom Ergebnis – einen zusätzlichen Punkt erhält, hat sich im Profibereich nie durchgesetzt. Veränderungen des Meisterschaftsmodus zur Steigerung der Torquote und zur Förderung der Spannung sind auch in jüngerer Zeit im Gespräch: in der Saison 2006/07 wurden Geldprämien für offensivfreudige D1-Teams ausgeschüttet (siehe unten); allerdings blieb der Verband damit hinter einem weitergehenden Vorschlag zurück, der u. a. eine Zusatzpunkteregelung analog derjenigen der 70er Jahre vorsah.
- Bei Punktgleichheit von Mannschaften wurde bis einschließlich der Saison 1963/64[17] der Torquotient, seither die Tordifferenz (und bei Gleichstand auch in dieser Frage: die höhere Zahl der erzielten Treffer) zur Ermittlung der Reihenfolge herangezogen; diese Neuerung bevorteilt Teams, die offensiver spielen. Von der alten Regelung profitierte beispielsweise 1961/62 Stade de Reims: mit einem Torverhältnis von 83:60 (Quotient 1,383) wurde es Meister vor dem punkt- und tordifferenzgleichen RC Paris (86:63 Tore, Quotient 1,365), der bei Anwendung der Differenzregel wegen seiner mehr erzielten Treffer die Nase vorn gehabt hätte.
- Ab 1958/59 bestand die Möglichkeit für nationale Verbände, die Einwechslung eines Ersatzmannes für einen verletzten Spieler zu erlauben. Auslöser war das Halbfinalspiel bei der WM 1958, in dem Frankreichs Robert Jonquet fast 60 Minuten lang mit einem doppelten Schienbeinbruch auf dem Spielfeld herumstand, damit die Équipe Tricolore nicht zu zehnt gegen Brasilien weiterspielen musste. Tatsächlich eingeführt wurde die Wechselmöglichkeit in Frankreich aber erst 1967.[18] 1976 wurde das Austauschkontingent auf zwei Spieler erhöht, zudem zu einem grundsätzlichen Recht erweitert, bei dem es nicht mehr darauf ankam, ob der Ausgewechselte tatsächlich verletzt war; heute sind maximal drei Wechsel zulässig. Dazu müssen die möglichen Einwechselspieler vor Anpfiff auf dem Spielberichtsbogen vermerkt werden, der aktuell (2013/14) in der D1 insgesamt 18 Namen enthalten darf, in der D2 nur 16.
- Ab Saisonbeginn 1972/73 wurden gelbe und rote Karten zur Anzeige von persönlichen Strafen verwendet.[19]
- Rückennummern auf den Spielertrikots wurden ab 1948 üblich, zuerst in der Nationalmannschaft, bald darauf auch in den Vereinen. Zwar haben heutzutage die klassischen Zahlen 1 bis 11 ausgedient, die zugleich ja auch die Spielposition ihres Trägers charakterisierten. Weiterhin sind die 1, 16 und 30 überwiegend den Torhütern jeder Mannschaft vorbehalten.[20]
- Kommerzielle Werbung auf den Trikots ist seit 1968/69 zulässig. Als erster Verein machte die US Valenciennes-Anzin im Dezember 1968 von dieser Freigabe Gebrauch und warb auf den Trikotrückseiten für Vittel-Mineralwasser. Allerdings weigerte sich anfangs das staatliche Fernsehen ORTF, Spiele zu übertragen, in denen eine der Mannschaften sich mit werblichen Aufdrucken präsentierte.[21]
- Bis 1962 galt die Regelung, dass bei allen Ligaspielen die Einnahmen zwischen den beiden beteiligten Klubs im Verhältnis 60:40 zugunsten des Heimvereins geteilt wurden, wovon vorrangig Vereine profitierten, die aufgrund ihrer spielerischen Attraktivität auswärts deutlich mehr Zuschauer als bei Heimspielen anzogen (wie es insbesondere für Stade de Reims bis Anfang der 1960er Jahre zutraf).

### Freiwillige und Zwangsabstiege, Lizenzkauf und Fusion
- Erstmals schon in den 30er Jahren (siehe oben), dann wieder Anfang der 1960er gab es eine regelrechte Welle freiwilliger, wirtschaftlich begründeter Ausstiege aus dem Profibereich, wovon auch ehemalige Landesmeister (FC Sète, CO Roubaix-Tourcoing) und Traditionsvereine (CA Paris, AC Troyes, Le Havre AC, FC Nancy) nicht verschont blieben. Ebenso sind die Jahre um 1990 von mehreren Konkursen gekennzeichnet, meist gefolgt von einer sofortigen Wiedergründung unter neuem Namen.
- Zwangsabstiege, meist aus wirtschaftlichen Gründen bis hin zum Konkurs, hat es insbesondere seit den 1980ern auch gegeben: so wurden 1991 gleich drei Vereine trotz sportlicher Qualifikation (Girondins Bordeaux als 10., Brest Armorique als 11. und OGC Nizza als 14. der Tabelle) zum Abstieg verurteilt.
- Teils wurden Vereine auch wegen rechtlicher Unregelmäßigkeiten relegiert: schon 1932/33 hatte Olympique Antibes sich einen Sieg erkauft und durfte deshalb nicht das Endspiel um die Meisterschaft bestreiten. Olympique Marseille erhielt nachträglich den Meistertitel für 1993 aberkannt („Affaire OM-VA“, Bestechung von Spielern der US Valenciennes-Anzin) und wurde ein Jahr später ebenfalls in die zweite Liga „strafversetzt“. Red Star Paris wurde sogar zweimal (1954 und 1960) wegen Bestechungsversuchen gegnerischer Mannschaften vorübergehend aus dem Profibereich ausgeschlossen. Man kann also feststellen, dass Verband bzw. Liga in Frankreich bei bekannt gewordenen Manipulationen konsequent durchgriffen. Das gilt auch für Dopingfälle: 1995/96 beispielsweise erhielten mehrere Spieler wegen nachgewiesenen Cannabis-Konsums Sperren (darunter, für zwei Spiele, Fabien Barthez), und 1998 wurde ein Profi wegen Nandrolon-Dopings für 18 Monate gesperrt.
- Als Besonderheiten gab es auch den Kauf des Ligaplatzes eines Klubs durch einen anderen (Red Star Paris 1967 von Toulouse FC) bzw. die Fusion zweier Vereine zwecks Ligaerhalt (aus RC Paris und UA Sedan-Torcy wurde 1966 dadurch zeitweise der RC Paris-Sedan; zwischen beiden Städten liegen rund 250 km).

### Die Meisterschaftstrophäe

„Hexagoal“

Der erste französische Meister, Olympique Lille, erhielt nach dem Endspiel 1933 eine große Blumenvase überreicht, die von der Tageszeitung Le Petit Parisien gestiftet worden war und in Lilles Besitz blieb. Der Zeitungsverlag stellte deshalb ab 1934 eine neue Trophäe zur Verfügung, nunmehr als Wanderpokal; mit dieser – nach 1945 lediglich mit einer anderen Plakette versehen, weil die Zeitung ab dann Le Parisien Libéré hieß – wurde bis 2002 der jeweilige Meister der Division 1 ausgezeichnet. Allerdings fand nur gelegentlich eine offizielle Übergabezeremonie am letzten Spieltag einer Saison statt.
Mit der Umbenennung der Liga wurde ein von der Designerin Andrée Putman entworfener neuer Meisterpokal („Trophée de Ligue 1“) geschaffen und erstmals 2003, direkt nach dem Schlusspfiff des letzten Spieltages, an die Meistermannschaft übergeben. 2006 entschied der Ligaverband, dass Olympique Lyon die Trophäe für seine fünf in Folge errungenen Meisterschaften behalten dürfe; deshalb beauftragte der Verband den Bildhauer Pablo Reinoso mit der Herstellung eines neuen Wanderpokals, der seit Mai 2007 den Meister auszeichnet. Diese Trophäe trägt den Namen „Hexagoal“, ein Wortspiel aus Hexagone (Sechseck), wie Frankreich auch bezeichnet wird, und dem englischen Wort Goal (Tor).

## Systematische Nachwuchsförderung
In der zweiten Hälfte der 1970er-Jahre wurde ein heute eher noch intensiviertes System der Talentförderung eingeführt, das alle Profivereine dazu verpflichtet, ein Sportinternat (Centre de Formation, CdF) aufzubauen. Dies erfordert zwar hohe Investitionen, doch ermöglicht es auch den weniger finanzstarken Klubs, immer wieder gute, junge Spieler in die eigenen Reihen einzubauen und nennenswerte Erlöse aus deren Transfers an Vereine im In- und Ausland zu erzielen. Gelegentlich behalten sogar Vereine, die in den Amateurbereich zurückkehren, ihr CdF (wie 2004 die AS Cannes), weil die Existenz einer solchen Einrichtung durchaus auch bei einem Dritt- oder Viertligisten für begabte Jugendliche attraktiv sein kann. Sicherlich kann sich nicht jeder Klub eine Anlage wie Girondins Bordeaux leisten, die ihr Sportinternat im „Château Bel Air“, einem 1746 errichteten Schloss mit weitläufigem Trainingsgelände in Le Haillan, untergebracht haben; aber zahlreiche Vereine beschäftigen für den Nachwuchsbereich hochqualifiziertes Personal, oft auch ehemalige Profis: bei Bordeaux beispielsweise leitete Gernot Rohr viele Jahre deren Ausbildungszentrum. Die Mannschaften des ältesten Jugendjahrganges nehmen an der französischen Jugendmeisterschaft (Coupe Gambardella) teil.
Seit der Saison 2002/03 bewertet die FFF diese Nachwuchsarbeit jährlich mithilfe eines differenzierten Punktesystems („Classement des centres de formation“) und zeichnet die jeweils besten drei Vereine aus. Die bisherigen Gewinner waren AJ Auxerre (2003), Montpellier HSC (2004, 2005), Stade Rennes (sechsmal in Folge von 2006 bis 2011) und FC Sochaux (2012).
Auch die FIFA bewertet diese Investitionen hoch: pro Spieler und Jahr kalkuliert sie deren Kosten mit 90.000 Euro (für einen 16- bis 18-Jährigen); für jedes Ausbildungsjahr vor dem 16. Geburtstag werden weitere 10.000 Euro zu einem eventuellen Transferwert dazugerechnet. Im Gegenzug für diese nicht nur fußballerische, sondern auch schulische Ausbildung sind in Frankreich die Absolventen verpflichtet, ihren ersten Profivertrag für maximal drei Jahre bei dem ausbildenden Verein zu unterschreiben. Diese Regelung wird gelegentlich umgangen, indem Nachwuchsspieler – häufig aufgrund des Drängens ihrer wirtschaftlich interessierten Berater – einen Vertrag mit einem ausländischen Klub abschließen. Das ist aber die Ausnahme: von 1998 bis 2006 betraf dies 17 Fälle, die bekanntesten darunter Mickaël Silvestre (von Rennes zu Inter Mailand), Guy Demel (von Nîmes zu Arsenal) und Mathieu Flamini (von Marseille gleichfalls zu Arsenal).
Dass die Internate sich für Vereine und junge Spieler gleichermaßen lohnen, lässt sich an der Saison 2007/08 exemplarisch nachweisen: von den insgesamt 518 Fußballern in den 20 Ligue-1-Kadern stehen 173 (entsprechend 33,4 %) bei dem Klub unter Vertrag, aus dessen Centre de Formation sie stammen, also im Mittel neun „Eigengewächse“ in einem 26 Spieler umfassenden Kader. Es ist nicht ungewöhnlich, dass diese mit Erreichen der Volljährigkeit zunächst für ein Jahr an einen Zweit- oder Drittdivisionär ausgeliehen werden, um dort Spielpraxis zu sammeln; anschließend wird aber ein nennenswerter Anteil vom Stammverein zurückgeholt und in das eigene Erstligaaufgebot eingebaut. So verfahren auch nicht etwa nur Klubs, die sportlich bzw. finanziell zu den schwächeren gehören – Bordeaux, Lille und Rennes liegen mit einem Anteil von über 40 % sogar noch weit über dem Ligadurchschnitt. Spitzenreiter sind Aufsteiger FC Metz und die AS Nancy, deren Profis nahezu zur Hälfte schon vor ihrer Volljährigkeit bei diesen Klubs spielten, während bei den Vorjahresaufsteigern Lorient und Valenciennes (11 bzw. 12 %) sowie bei Marseille und Paris (um 20 %) nur sehr wenige Spieler aus dem eigenen Internat stammen.
In der Saison 2008/09 hat sich Aufsteiger Le Havre AC in dieser Hinsicht an die Ligaspitze katapultiert: 16 Spieler entsprechend zwei Dritteln seines Kaders stammen aus der eigenen Nachwuchsförderung; hinzu kommen acht weitere in Le Havre ausgebildete Fußballer, die bei Ligakonkurrenten unter Vertrag stehen. Auch Nancy, Lille, Monaco und Bordeaux setzen auf eine zweistellige Zahl von Eigengewächsen. Schlusslichter dieser Wertung sind Nizza, Lorient (je 4), Marseille (3) und Valenciennes (1).
Auch der französische Fußballverband selbst betreibt in den verschiedenen Regionen des Landes solche „Talentschmieden“, die eng mit den jeweiligen Vereinsinternaten kooperieren, sowie in Clairefontaine-en-Yvelines bei Paris das Institut national de formation, das sich insbesondere der jugendspezifischen Trainerausbildung verschrieben hat.
Außerdem müssen alle Profiklubs eine zweite Mannschaft für Nachwuchsspieler (Reserve Pro oder Équipe B) unterhalten. Diese Reserveteams nehmen am Spielbetrieb der Amateurligen teil, können also nicht höher als in die viertklassige CFA aufsteigen. Spielten in der Saison 2007/08 noch 22 Reservemannschaften in den vier Staffeln dieser höchsten Amateurliga, sind es 2013/14 nur noch neun, davon acht B-Teams von Erstligisten.
Die Fachwelt ist sich weitestgehend darüber einig, dass gerade diese Maßnahmen wesentlich zur dauerhaften Etablierung des französischen Fußballs in der europäischen Spitze beigetragen haben – neben der Tatsache, dass die Liga schon frühzeitig bevorzugtes Ziel für Immigranten aus der frankophonen Welt war.

## Die französische Liga als Magnet für ausländische Spieler
Die ab 1932 klare Trennung zwischen bezahltem und Amateurfußball führte dazu, dass in Frankreich schon in den 1930er Jahren Spieler aus vielen europäischen Staaten ihrem Sport legal gegen Bezahlung nachgingen, insbesondere von den britischen Inseln, aus Österreich und Ungarn, aber auch einzelne Deutsche wie Willibald Kreß, der vom DFB wegen angeblichen Berufsspielertums für die Saison 1932/33 gesperrt worden war, und Oskar Rohr. Begünstigt wurde dies im Einzelfall auch durch die politische Entwicklung in den deutschsprachigen Ländern; so nahmen manche Spieler insbesondere nach dem „Anschluss“ Österreichs die französische Staatsbürgerschaft an und spielten danach auch für die französische Fußballnationalmannschaft (z. B. Rudolf „Rodolphe“ Hiden, Heinrich „Henri“ Hiltl, Gustav „Auguste“ Jordan oder Edmund „Edmond“ Weiskopf). Auf diese Weise konnten die Klubs zudem die anfängliche Regelung umgehen, dass pro Mannschaft nicht mehr als vier Ausländer spielen durften. Aufgrund des Spanischen Bürgerkriegs (1936–1939) zog es zahlreiche Spieler katalanischer und baskischer Herkunft insbesondere zu Klubs im Süden Frankreichs. Darüber hinaus haben sich viele Einwanderer aus Italien und Polen, die vor allem im nordfranzösischen Bergbau tätig waren, bzw. ihre Söhne und Enkel in der Ligue 1 einen Namen gemacht; stellvertretend seien aus den frühen Jahren Roger Piantoni, Michel Platini, Raymond Kopaczewski und Léon Glovacki genannt. Auch Spieler aus den französischen überseeischen Besitzungen und den ehemaligen Kolonien der Grande Nation prägten die Liga zunehmend (von Raoul Diagne und Larbi Ben Barek über Marius Trésor bis Zinédine Zidane). Ihrer aller Geschichte ist ein „verkleinertes und zeitlich verzögertes Abbild der französischen Immigration des 20. Jahrhunderts“.

### Zahlen ausländischer Profis in Frankreich
(Jeweils ohne naturalisierte Spieler)
- Von 1932 bis 1939 standen insgesamt 541 Ausländer bei den Profiklubs der D1 und der D2 unter Vertrag, davon 132 Briten, 108 Österreicher, 84 Ungarn, 44 Tschechen, 34 Spanier, 22 Schweizer und 21 Argentinier.
- Von 1944 bis 1997 spielten insgesamt 2.281 Ausländer in D1 und D2, als größte Gruppen 265 Jugoslawen, 147 Algerier, 145 Argentinier, 142 Polen, 121 Spanier, 92 Senegalesen, 87 Italiener, 81 Marokkaner, 75 Kameruner, 74 Ivorer, 68 Niederländer, 67 Brasilianer, 66 Ungarn, 60 Deutsche, 50 Tschechen und 49 Dänen.
- Nach 1997 liegen keine den gesamten Zeitraum abdeckenden Zahlen vor, aber der hierüber ablesbare Trend (von „Fußballmigranten“ aus West-/Mitteleuropa hin zu Spielern aus Afrika und Osteuropa) hat sich nicht signifikant verändert, ebenso wenig die Attraktivität, die Frankreich speziell auf Argentinier ausübt, von denen zwei (Delio Onnis und Carlos Bianchi) zu den erfolgreichsten Ligue-1-Torschützen aller Zeiten gehören. Der massenhafte „Exodus“ brasilianischer Fußballer ist ein relativ neues Phänomen,[27] das nicht nur in Frankreich zu beobachten ist. Dies bestätigten beispielsweise zu Saisonbeginn 2013/14 die folgenden Zahlen: von insgesamt 228 Ausländern aus 52 Nationen (entsprechend einem Anteil von über 30 % aller Ligue-1-Spieler) stammen 116 aus Afrika (darunter 19 Senegalesen, 15 Malier, 12 Ivorer und 9 Kameruner) und 46 aus Südamerika (die 20 Brasilianer stellen die größte einzelne Nationalitätengruppe insgesamt dar; des Weiteren 12 Argentinier), außerdem 61 Fußballer aus 19 europäischen Ländern sowie 5 aus Nord- und Mittelamerika.[28] Diese Relationen hatten auch am Ende der Spielzeit 2016/17 noch Gültigkeit.[29]

Was sich allerdings seit den 1990er Jahren stark verändert hat, ist die „umgekehrte Richtung“: die Zahl französischer Kicker gehobener Spielstärke hat stark zugenommen, die die Ligue 1 verlassen, um ihrerseits im Ausland – und da vor allem in den drei europäischen Spitzenligen (England, Spanien, Italien) – Geld zu verdienen. In der englischen Premier League bildeten 2010/11 die 36 Franzosen sogar das größte Ausländerkontingent, noch vor Iren und Schotten. Vereine der deutschen Liga hingegen sind in nennenswertem Umfang erst mit gehöriger Verspätung (ab etwa 2010) zum Ziel von Franzosen geworden.
Dafür ist einerseits das Bosman-Urteil verantwortlich, andererseits aber auch die gute, systematische Ausbildung sehr vieler französischer Kicker seit frühester Jugend; hinzu kommt, dass selbst führende Klubs der Liga nur in den seltensten Fällen mit den finanziellen Möglichkeiten der G-14 und anderer ausländischer Vereine Schritt halten können (siehe auch unten).

### Zulässige Zahl ausländischer Kicker
1938 sah sich die FFF genötigt, wegen des starken Zustroms von Ausländern deren Zahl auf zwei je Mannschaft zu beschränken; während der „Kriegsmeisterschaften“ versuchte das Vichy-Regime – wenn auch angesichts seiner Kurzlebigkeit erfolglos – sogar durchzusetzen, dass ausschließlich eigene Staatsangehörige Leistungssport betrieben. Dabei ist allerdings zu berücksichtigen, dass Frankreich damals noch über zahlreiche Kolonien verfügte, deren Bewohner ebenfalls als Franzosen betrachtet wurden. Über Jahre hinweg spielten Einwanderer aus Ost- und Südeuropa wie auch von den Antillen, aus dem Maghreb und Subsahara-Afrika und deren Nachkommen eine große Rolle im französischen Fußball, in der Liga wie in der Nationalmannschaft, was allerdings immer wieder auch zu nationalistisch und fremdenfeindlich motivierter Kritik führte. So sorgte der rechtsextreme Politiker Jean-Marie Le Pen mit seiner Kritik an der Zusammensetzung der Nationalmannschaft für einen Skandal, als er um die Jahrtausendwende monierte, er könne darin – wegen des hohen Anteils an schwarzen und arabischen Spielern – keine „französische“ Mannschaft mehr erkennen.
1958 verbot der französische Verband vorübergehend die Verpflichtung neuer Ausländer. Mit der Einführung der Freizügigkeit von Personen innerhalb des Europäischen Binnenmarktes ist in den 1990ern eine veränderte Situation entstanden; Profifußballer aus anderen EU-Staaten dürfen ihre Arbeitskraft ohne quantitative Beschränkung auch in Frankreich anbieten und fallen nicht mehr unter entsprechende Ausländerregelungen. Dem haben sich Verband und Liga inzwischen angepasst: Heutzutage (Stand: 2006) ist es Vereinen der Ligue 1 erlaubt, bis zu vier (Ligue 2: zwei) Spieler unter Vertrag zu nehmen, die nicht aus einem der Staaten des EWR oder einem mit der EU assoziierten Gebiet stammen. Diese dürfen bei Ligabegegnungen auch gleichzeitig eingesetzt werden. Spieler aus Frankreichs überseeischen Besitzungen, Doppelstaatsbürger und eingebürgerte („naturalisierte“) Berufsfußballer fallen ohnehin nicht unter diese einschränkende Klausel.

### Populäre Ausländer
Im Sommer 2012 hat die Redaktion von France Football eine Liste der 50 besten ausländischen Spieler in Frankreichs erster Liga zusammengestellt, die sie selbst mit der Einschränkung versehen hat, dass Fußballer aus der Zeit zwischen den Weltkriegen unterrepräsentiert seien, weil kein Redakteur und kaum noch ein Leser je die Chance hatte, diese noch in Aktion sehen zu können. Diese Zusammenstellung enthält in der Mehrzahl Offensivspieler (28 Stürmer und 15 Mittelfeldspieler); gut die Hälfte sind Europäer, das größte Kontingent von ihnen aus dem ehemaligen Jugoslawien, gefolgt von Brasilianern und Argentiniern.
Die 20 Besten sind demnach:
| Rang | Spieler           | Position   | Nationalität  | Vereine (von … bis …)                                                        | Spiele (Tore) in D1/L1 |
| ---- | ----------------- | ---------- | ------------- | ---------------------------------------------------------------------------- | ---------------------- |
| 1    | Safet Sušić       | Sturm      | Jugoslawien   | Paris Saint-Germain (1982–1991)                                              | 287 (65)               |
| 2    | Josip Skoblar     | Sturm      | Jugoslawien   | Marseille (1966/67, 1969–1974)                                               | 174 (151)              |
| 3    | Juninho           | Mittelfeld | Brasilien     | Lyon (2001–2009)                                                             | 248 (75)               |
| 4    | Salif Keïta       | Sturm      | Mali          | Saint-Étienne (1967–1972), Marseille (1972/73)                               | 167 (135)              |
| 5    | Abédi Pelé        | Mittelfeld | Ghana         | Marseille (1987/88, 1990–1993), Lille (1988–1990), Lyon (1993/94)            | 202 (42)               |
| 6    | Carlos Bianchi    | Sturm      | Argentinien   | Reims (1973–1977), Paris Saint-Germain (1977–1979), Strasbourg (1979/80)     | 220 (179)              |
| 7    | Vahid Halilhodžić | Sturm      | Jugoslawien   | Nantes (1981–1986), Paris Saint-Germain (1986/87)                            | 181 (101)              |
| 8    | Delio Onnis       | Sturm      | Argentinien   | Reims (1971–1973), Monaco (1973–1980), Tours (1980–1983), Toulon (1983–1986) | 449 (299)              |
| 9    | Raí               | Mittelfeld | Brasilien     | Paris Saint-Germain (1993–1998)                                              | 147 (51)               |
| 10   | George Weah       | Sturm      | Liberia       | Monaco (1988–1992), Paris Saint-Germain (1992–1995), Marseille (2000/01)     | 218 (84)               |
| 11   | Ivan Ćurković     | Tor        | Jugoslawien   | Saint-Étienne (1972–1980)                                                    | 303 (0)                |
| 12   | Carlos Mozer      | Abwehr     | Brasilien     | Marseille (1989–1992)                                                        | 89 (4)                 |
| 13   | Pauleta           | Sturm      | Portugal      | Bordeaux (2000–2003), Paris Saint-Germain (2003–2008)                        | 266 (141)              |
| 14   | Oswaldo Piazza    | Abwehr     | Argentinien   | Saint-Étienne (1972–1979)                                                    | 244 (17)               |
| 15   | Sonny Anderson    | Sturm      | Brasilien     | Marseille (1993/94), Monaco (1994–1997), Lyon (1999–2003)                    | 221 (138)              |
| 16   | Roger Magnusson   | Sturm      | Schweden      | Marseille (1968–1974), Red Star (1974/75)                                    | 177 (25)               |
| 17   | Gunnar Andersson  | Sturm      | Schweden      | Marseille (1950–1958), Bordeaux (1958–1960)                                  | 234 (179)              |
| 18   | Chris Waddle      | Mittelfeld | England       | Marseille (1989–1992)                                                        | 107 (22)               |
| 19   | Jürgen Klinsmann  | Sturm      | Deutschland   | Monaco (1992–1994)                                                           | 65 (30)                |
| 20   | Didier Drogba     | Sturm      | Côte d’Ivoire | Guingamp (2002–2003), Marseille (2003/04)                                    | 80 (38)                |

Die weiteren Platzierten sind
- aus Südamerika die Argentinier Jorge Burruchaga, Hugo Curioni, Gabriel Heinze und Lisandro López, die Brasilianer Ronaldinho, Ricardo und Paulo César, aus Uruguay Enzo Francescoli sowie der Kolumbianer Carlos Valderrama,
- aus Europa der Pole Andrzej Szarmach, die Jugoslawen Dragan Džajić, Ivan Osim, Ilija Pantelić, Nenad Bjeković, Zlatko Vujović und Alen Bokšić, die Niederländer Johnny Rep, Bram Appel und Kees Rijvers, die Belgier Eden Hazard und Enzo Scifo, die Deutschen Rudi Völler, Karlheinz Förster und Klaus Allofs, der Italiener Marco Simone, der Luxemburger Victor Nurenberg sowie der Engländer Glenn Hoddle,
- aus Afrika Roger Milla (Kamerun), Mustapha Dahleb (Algerien) und Japhet N’Doram (Tschad).

## Der Unterbau: Ligue 2

### Einführung 1933/34
Zur Saison 1933/34 wurde eine zweite Liga, die Division 2 (heute: Ligue 2; D2 bzw. L2), geschaffen. Damit kam der Fußballverband dem Bedürfnis mehrerer Vereine nach, unter professionellen Bedingungen spielen zu können, ohne die leistungsmäßige Spitze durch eine zu große Ligue 1 zu verwässern; außerdem verhinderte diese Maßnahme, dass die Absteiger aus der D1 sofort wieder unter Amateurbedingungen spielen mussten. In diesem ersten Jahr bestand die D2 aus den sechs D1-Absteigern der Saison 1932/33 und 15 neu für den Profibereich zugelassenen Klubs, die in zwei regionalen Staffeln (Nord mit 13, Süd mit acht Vereinen) antraten. Bereits ein Jahr später spielte auch die D2 in nur noch einer landesweiten Staffel und wurde auf 14 Mannschaften verkleinert; dazu trug bei, dass für 1934/35 nur zwei neuen Vereinen (Lens, Caen) der Profistatus zuerkannt wurde, während er mehreren anderen Klubs (Monaco, Hyères, Béziers) wegen finanziellen Defizits aberkannt wurde oder diese (wie D1-Absteiger Nizza) freiwillig in den Amateurbereich zurückgingen.

### Entwicklung bis in die Gegenwart
Die Ligue 2 hat ihr Gesicht häufiger verändert als die höchste Spielklasse. Dafür gibt es mehrere Gründe: der Fußball war bis mindestens in die 1980er Jahre in Frankreich in Zuschauergunst und Medieninteresse keineswegs so stark verwurzelt, dass für viel mehr als etwa zwei Dutzend Vereine eine tragfähige finanzielle Basis bestanden hätte, zumal die Tatsache, dass das Hexagon großflächig und nicht so dicht wie Deutschland besiedelt ist, zu erhöhten Fahrtstrecken und Reisekosten führt und auch weniger zuschauerträchtige Lokalderbys ermöglicht. Zur Veranschaulichung mag dienen, dass selbst ein absoluter Spitzenklub der 50er und frühen 60er Jahre wie Stade de Reims in 16 von 17 Spielzeiten lediglich einen Saisondurchschnitt zwischen 7.000 und 10.000 Zuschauern aufwies – und das in der höchsten Spielklasse.
Die verbreitete Diskrepanz zwischen relativ hohen Kosten und niedrigen Einnahmen hatte zur Folge, dass die D2 über längere Zeitabschnitte nicht ein-, sondern mehrgleisig organisiert war:
- zwei Gruppen (Nord und Süd) 1933/34, 1945/46, 1972–1993
- drei Gruppen (Nord, Mitte und Süd) 1970–1972
- vier Gruppen (Nord, Ost, Süd und West) 1937/38 mit einer sich anschließenden „Meisterrunde“ (phase finale) der je vier bestplatzierten Mannschaften

Von 1970 bis 1992 war die Division 2 eine „offene“ Liga, in der sowohl Amateur- als auch Profiklubs antreten durften; vor 1970 und wieder ab 1992 handelt(e) es sich um eine reine Profiliga.
In der Saison 1948/49 spielte nach kurzfristigem Rückzug der AS Angoulême der 1. FC Saarbrücken als FC Sarrebruck in der D2 mit – sehr erfolgreich, aber nur außer Konkurrenz. Deswegen zeigt die offizielle Abschlusstabelle dieser Spielzeit auch lediglich 19 Teilnehmer mit Racing Lens und Girondins-AS du Port Bordeaux auf den Plätzen eins und zwei. Wären die Begegnungen der Saarländer gewertet worden, hätten die beiden Aufsteiger Sarrebruck und Bordeaux heißen müssen.
Zu den politisch-geschichtlichen Hintergründen dieses Intermezzos siehe hier.
Die grundsätzlichen Probleme der zweiten Liga sind erst recht in der 1936/37 eingeführten dritten Spielklasse (D3) festzustellen, die den Übergang zwischen Amateurismus und Professionalismus erleichtern sollte, aber in ihrer „Zwitterrolle“ (in ihr können sowohl Vereine mit professionellen Strukturen als auch Amateurklubs spielen) treffend mit dem Satz „Profis der Ausgaben, Amateure der Einnahmen“ charakterisiert werden kann.
Nach dem Zweiten Weltkrieg haben sich zwar die Zahl der Spielstaffeln, die Zahl der Vereine und die Bezeichnungen für D2 und D3 zeitweise verändert, aber diese dreistufige Struktur der Leistungsspitze existiert bis heute und sie stützt sich auf ein breites Fundament von Amateurspielklassen:
| Ebene                         | Liga/Division | Liga/Division | Liga/Division | Liga/Division | Liga/Division | Liga/Division | Liga/Division | Liga/Division | Liga/Division | Liga/Division | Liga/Division | Liga/Division |
| ----------------------------- | --- | --- | --- | --- | --- | --- | --- | --- | --- | --- | --- | --- |
| 1                             | Ligue 1 (L1, bis 2002 D1) (20 Vereine) | Ligue 1 (L1, bis 2002 D1) (20 Vereine) | Ligue 1 (L1, bis 2002 D1) (20 Vereine) | Ligue 1 (L1, bis 2002 D1) (20 Vereine) | Ligue 1 (L1, bis 2002 D1) (20 Vereine) | Ligue 1 (L1, bis 2002 D1) (20 Vereine) | Ligue 1 (L1, bis 2002 D1) (20 Vereine) | Ligue 1 (L1, bis 2002 D1) (20 Vereine) | Ligue 1 (L1, bis 2002 D1) (20 Vereine) | Ligue 1 (L1, bis 2002 D1) (20 Vereine) | Ligue 1 (L1, bis 2002 D1) (20 Vereine) | Ligue 1 (L1, bis 2002 D1) (20 Vereine) |
| 2                             | Ligue 2 (L2, bis 2002 D2) (20 Vereine) | Ligue 2 (L2, bis 2002 D2) (20 Vereine) | Ligue 2 (L2, bis 2002 D2) (20 Vereine) | Ligue 2 (L2, bis 2002 D2) (20 Vereine) | Ligue 2 (L2, bis 2002 D2) (20 Vereine) | Ligue 2 (L2, bis 2002 D2) (20 Vereine) | Ligue 2 (L2, bis 2002 D2) (20 Vereine) | Ligue 2 (L2, bis 2002 D2) (20 Vereine) | Ligue 2 (L2, bis 2002 D2) (20 Vereine) | Ligue 2 (L2, bis 2002 D2) (20 Vereine) | Ligue 2 (L2, bis 2002 D2) (20 Vereine) | Ligue 2 (L2, bis 2002 D2) (20 Vereine) |
| 3                             | \| National 1, bis 2017 National \| \| (18 Vereine) \|                                                                                       | \| National 1, bis 2017 National \| \| (18 Vereine) \|                                                                                       | \| National 1, bis 2017 National \| \| (18 Vereine) \|                                                                                       | \| National 1, bis 2017 National \| \| (18 Vereine) \|                                                                                       | \| National 1, bis 2017 National \| \| (18 Vereine) \|                                                                                       | \| National 1, bis 2017 National \| \| (18 Vereine) \|                                                                                       | \| National 1, bis 2017 National \| \| (18 Vereine) \|                                                                                       | \| National 1, bis 2017 National \| \| (18 Vereine) \|                                                                                       | \| National 1, bis 2017 National \| \| (18 Vereine) \|                                                                                       | \| National 1, bis 2017 National \| \| (18 Vereine) \|                                                                                       | \| National 1, bis 2017 National \| \| (18 Vereine) \|                                                                                       | \| National 1, bis 2017 National \| \| (18 Vereine) \|                                                                                       |
| 4                             | National 2, bis 2017 Championnat de France Amateur (CFA) (je 16 Klubs in drei regionalen Staffeln)                                           | National 2, bis 2017 Championnat de France Amateur (CFA) (je 16 Klubs in drei regionalen Staffeln)                                           | National 2, bis 2017 Championnat de France Amateur (CFA) (je 16 Klubs in drei regionalen Staffeln)                                           | National 2, bis 2017 Championnat de France Amateur (CFA) (je 16 Klubs in drei regionalen Staffeln)                                           | National 2, bis 2017 Championnat de France Amateur (CFA) (je 16 Klubs in drei regionalen Staffeln)                                           | National 2, bis 2017 Championnat de France Amateur (CFA) (je 16 Klubs in drei regionalen Staffeln)                                           | National 2, bis 2017 Championnat de France Amateur (CFA) (je 16 Klubs in drei regionalen Staffeln)                                           | National 2, bis 2017 Championnat de France Amateur (CFA) (je 16 Klubs in drei regionalen Staffeln)                                           | National 2, bis 2017 Championnat de France Amateur (CFA) (je 16 Klubs in drei regionalen Staffeln)                                           | National 2, bis 2017 Championnat de France Amateur (CFA) (je 16 Klubs in drei regionalen Staffeln)                                           | National 2, bis 2017 Championnat de France Amateur (CFA) (je 16 Klubs in drei regionalen Staffeln)                                           | National 2, bis 2017 Championnat de France Amateur (CFA) (je 16 Klubs in drei regionalen Staffeln)                                           |
| 5                             | National 3, bis 2017 Championnat de France Amateur 2 (CFA 2) (je 14 Klubs in zehn regionalen Staffeln)                                       | National 3, bis 2017 Championnat de France Amateur 2 (CFA 2) (je 14 Klubs in zehn regionalen Staffeln)                                       | National 3, bis 2017 Championnat de France Amateur 2 (CFA 2) (je 14 Klubs in zehn regionalen Staffeln)                                       | National 3, bis 2017 Championnat de France Amateur 2 (CFA 2) (je 14 Klubs in zehn regionalen Staffeln)                                       | National 3, bis 2017 Championnat de France Amateur 2 (CFA 2) (je 14 Klubs in zehn regionalen Staffeln)                                       | National 3, bis 2017 Championnat de France Amateur 2 (CFA 2) (je 14 Klubs in zehn regionalen Staffeln)                                       | National 3, bis 2017 Championnat de France Amateur 2 (CFA 2) (je 14 Klubs in zehn regionalen Staffeln)                                       | National 3, bis 2017 Championnat de France Amateur 2 (CFA 2) (je 14 Klubs in zehn regionalen Staffeln)                                       | National 3, bis 2017 Championnat de France Amateur 2 (CFA 2) (je 14 Klubs in zehn regionalen Staffeln)                                       | National 3, bis 2017 Championnat de France Amateur 2 (CFA 2) (je 14 Klubs in zehn regionalen Staffeln)                                       | National 3, bis 2017 Championnat de France Amateur 2 (CFA 2) (je 14 Klubs in zehn regionalen Staffeln)                                       | National 3, bis 2017 Championnat de France Amateur 2 (CFA 2) (je 14 Klubs in zehn regionalen Staffeln)                                       |
| 6                             | Régional 1, bis 2017 Division d’Honneur (DH) (auf regionaler bzw. teilweise auf Département-Ebene)                                           | Régional 1, bis 2017 Division d’Honneur (DH) (auf regionaler bzw. teilweise auf Département-Ebene)                                           | Régional 1, bis 2017 Division d’Honneur (DH) (auf regionaler bzw. teilweise auf Département-Ebene)                                           | Régional 1, bis 2017 Division d’Honneur (DH) (auf regionaler bzw. teilweise auf Département-Ebene)                                           | Régional 1, bis 2017 Division d’Honneur (DH) (auf regionaler bzw. teilweise auf Département-Ebene)                                           | Régional 1, bis 2017 Division d’Honneur (DH) (auf regionaler bzw. teilweise auf Département-Ebene)                                           | Régional 1, bis 2017 Division d’Honneur (DH) (auf regionaler bzw. teilweise auf Département-Ebene)                                           | Régional 1, bis 2017 Division d’Honneur (DH) (auf regionaler bzw. teilweise auf Département-Ebene)                                           | Régional 1, bis 2017 Division d’Honneur (DH) (auf regionaler bzw. teilweise auf Département-Ebene)                                           | Régional 1, bis 2017 Division d’Honneur (DH) (auf regionaler bzw. teilweise auf Département-Ebene)                                           | Régional 1, bis 2017 Division d’Honneur (DH) (auf regionaler bzw. teilweise auf Département-Ebene)                                           | Régional 1, bis 2017 Division d’Honneur (DH) (auf regionaler bzw. teilweise auf Département-Ebene)                                           |
| 7                             | Régional 2, bis 2017 Division Supérieure d’Élite (DSE)                                                                                       | Régional 2, bis 2017 Division Supérieure d’Élite (DSE)                                                                                       | Régional 2, bis 2017 Division Supérieure d’Élite (DSE)                                                                                       | Régional 2, bis 2017 Division Supérieure d’Élite (DSE)                                                                                       | Régional 2, bis 2017 Division Supérieure d’Élite (DSE)                                                                                       | Régional 2, bis 2017 Division Supérieure d’Élite (DSE)                                                                                       | Régional 2, bis 2017 Division Supérieure d’Élite (DSE)                                                                                       | Régional 2, bis 2017 Division Supérieure d’Élite (DSE)                                                                                       | Régional 2, bis 2017 Division Supérieure d’Élite (DSE)                                                                                       | Régional 2, bis 2017 Division Supérieure d’Élite (DSE)                                                                                       | Régional 2, bis 2017 Division Supérieure d’Élite (DSE)                                                                                       | Régional 2, bis 2017 Division Supérieure d’Élite (DSE)                                                                                       |
| 8                             | Régional 3, bis 2017 Division Supérieure Régionale (DSR)                                                                                     | Régional 3, bis 2017 Division Supérieure Régionale (DSR)                                                                                     | Régional 3, bis 2017 Division Supérieure Régionale (DSR)                                                                                     | Régional 3, bis 2017 Division Supérieure Régionale (DSR)                                                                                     | Régional 3, bis 2017 Division Supérieure Régionale (DSR)                                                                                     | Régional 3, bis 2017 Division Supérieure Régionale (DSR)                                                                                     | Régional 3, bis 2017 Division Supérieure Régionale (DSR)                                                                                     | Régional 3, bis 2017 Division Supérieure Régionale (DSR)                                                                                     | Régional 3, bis 2017 Division Supérieure Régionale (DSR)                                                                                     | Régional 3, bis 2017 Division Supérieure Régionale (DSR)                                                                                     | Régional 3, bis 2017 Division Supérieure Régionale (DSR)                                                                                     | Régional 3, bis 2017 Division Supérieure Régionale (DSR)                                                                                     |
| 9                             | Départemental 1 oder District, bis 2017 Division d’Honneur Régionale (DHR)                                                                   | Départemental 1 oder District, bis 2017 Division d’Honneur Régionale (DHR)                                                                   | Départemental 1 oder District, bis 2017 Division d’Honneur Régionale (DHR)                                                                   | Départemental 1 oder District, bis 2017 Division d’Honneur Régionale (DHR)                                                                   | Départemental 1 oder District, bis 2017 Division d’Honneur Régionale (DHR)                                                                   | Départemental 1 oder District, bis 2017 Division d’Honneur Régionale (DHR)                                                                   | Départemental 1 oder District, bis 2017 Division d’Honneur Régionale (DHR)                                                                   | Départemental 1 oder District, bis 2017 Division d’Honneur Régionale (DHR)                                                                   | Départemental 1 oder District, bis 2017 Division d’Honneur Régionale (DHR)                                                                   | Départemental 1 oder District, bis 2017 Division d’Honneur Régionale (DHR)                                                                   | Départemental 1 oder District, bis 2017 Division d’Honneur Régionale (DHR)                                                                   | Départemental 1 oder District, bis 2017 Division d’Honneur Régionale (DHR)                                                                   |
| 10– 17+                       | Darunter weitere Liga-Stufen (Départemental 2, Départemental 3, Interrégionale, Régionale, Promotion Interdistrict, Promotion de Ligue usw.) | Darunter weitere Liga-Stufen (Départemental 2, Départemental 3, Interrégionale, Régionale, Promotion Interdistrict, Promotion de Ligue usw.) | Darunter weitere Liga-Stufen (Départemental 2, Départemental 3, Interrégionale, Régionale, Promotion Interdistrict, Promotion de Ligue usw.) | Darunter weitere Liga-Stufen (Départemental 2, Départemental 3, Interrégionale, Régionale, Promotion Interdistrict, Promotion de Ligue usw.) | Darunter weitere Liga-Stufen (Départemental 2, Départemental 3, Interrégionale, Régionale, Promotion Interdistrict, Promotion de Ligue usw.) | Darunter weitere Liga-Stufen (Départemental 2, Départemental 3, Interrégionale, Régionale, Promotion Interdistrict, Promotion de Ligue usw.) | Darunter weitere Liga-Stufen (Départemental 2, Départemental 3, Interrégionale, Régionale, Promotion Interdistrict, Promotion de Ligue usw.) | Darunter weitere Liga-Stufen (Départemental 2, Départemental 3, Interrégionale, Régionale, Promotion Interdistrict, Promotion de Ligue usw.) | Darunter weitere Liga-Stufen (Départemental 2, Départemental 3, Interrégionale, Régionale, Promotion Interdistrict, Promotion de Ligue usw.) | Darunter weitere Liga-Stufen (Départemental 2, Départemental 3, Interrégionale, Régionale, Promotion Interdistrict, Promotion de Ligue usw.) | Darunter weitere Liga-Stufen (Départemental 2, Départemental 3, Interrégionale, Régionale, Promotion Interdistrict, Promotion de Ligue usw.) | Darunter weitere Liga-Stufen (Départemental 2, Départemental 3, Interrégionale, Régionale, Promotion Interdistrict, Promotion de Ligue usw.) |
| National 1, bis 2017 National | | | | | | | | | | | | |
| (18 Vereine)                  | | | | | | | | | | | | |

Die Ligenbezeichnungen haben sich wiederholt geändert; hierüber werden die aktuell (ab der Saison 2017/18) gültigen Bezeichnungen genannt. Übrigens wird in jüngerer Zeit auch der Erstplatzierte der Ligue 2 als Französischer Meister bezeichnet, wenn auch mit dem Ligazusatz (Championnat de France D2 bzw. L2), und mancher Klub führt diesen Zweitligatitel durchaus bei seinen Erfolgen auf.

## Organisation des Profifußballs heute

### Struktur der Vereine
Bis in die erste Hälfte der 1990er waren viele Klubs nach Vereinsrecht (in Frankreich Association loi 1901 à statut renforcé) organisiert; sie wurden von einzelnen Männern  geführt, die oft erhebliche private Mittel in den Verein investiert hatten und ihn dann – teilweise über Jahrzehnte – nach ihrem persönlichen Gusto führten. Dieser Typus des „hemdsärmeligen Sonnenkönigs“ auf dem Präsidentensessel ist auch in den deutschsprachigen Ländern nicht unbekannt. Diese stellten insgesamt zwar nur eine Minderheit dar, während zahlreiche andere wie Roger Rocher in Saint-Étienne oder Henri Germain in Reims ihre Vereine über lange Jahre sportlich außerordentlich erfolgreich und finanziell grundsolide geführt haben. Aber es sorgten eben auch immer wieder Präsidenten für negative Schlagzeilen, die ihren Klub um des kurzfristigen Erfolges willen und aus Gründen persönlicher Eitelkeit in die roten Zahlen manövrierten, weil sie auf kaufmännische Sorgfalt wenig Wert legten und fußballerische Experten neben sich auf Dauer nicht duldeten.
Deshalb ist die Liste französischer Profivereine lang, die zwischen etwa 1965 und 1995 Konkurs anmelden mussten oder sich nach anhaltenden sportlichen Misserfolgen im Amateurlager wiederfanden: FC Nancy, Toulouse FC, US Valenciennes, Brest Armorique, auch ehemalige Meister wie der FC Sète und Stade Reims, … Einige wenige Klubs wurden auch vom Verband wegen ihrer Verstöße gegen die Statuten zum Zwangsabstieg verurteilt (siehe oben).
Um dies zukünftig zu vermeiden, müssen seither alle Profiklubs nach Aktien- oder Kapitalgesellschaftsrecht strukturiert sein, wobei unterschiedliche Organisationsformen zulässig sind. Verbreitet sind die SASP (Société Anonyme Sportive Professionnelle) und die SAOS (Société Anonyme à Objet Sportif), also Aktiengesellschaften; sehr viel seltener kommen SEMS (Société d'Économie Mixte Sportive), SARL (Société à Responsabilité Limitée, in etwa der deutschen GmbH vergleichbar) und EUSRL (Entreprise Unipersonelle Sportive à Responsabilité Limitée, eine Ein-Personen-Gesellschaft) vor.
Von den 61 Mannschaften in den obersten drei Ligen gehörten in der Saison 2010/11 45 einer SASP, drei einer SAOS, zwei einer SARL (darunter die AS Monaco, eine Société Anonyme nach monegassischem Recht) und eine einem EUSRL. Lediglich zehn (allesamt Drittligisten) waren noch ausschließlich nach Vereinsrecht organisiert.
Die Kapitalgesellschaften sind jeweils als unabhängige Abteilungen in den Gesamtverein eingebettet. Auch in Frankreich sind die Rechte der Vereinsmitglieder in diesen Gesellschaften gering; Präsident, Generaldirektor und Vorstand entscheiden über das operative Geschäft auch im sportlichen Bereich, deren Kontrolle obliegt dem Aufsichtsrat und der Aktionärs- bzw. Gesellschafterversammlung. Die Präsidenten bzw. Vorstandsvorsitzenden dieser Gesellschaften sind es auch, die – im Vergleich zu den Vorsitzenden des Gesamtvereins – im medialen Rampenlicht stehen. Dass einfache Vereinsmitglieder Miteigentümer ihres Klubs werden können, ist in Frankreich sehr selten. Lediglich beim Le Havre AC können diese schon seit 2008 Gesellschafter werden – allerdings ausschließlich indirekt, nämlich über die Dachorganisation der HAC-Fanclubs (Fédération des supporters havrais). Ab März 2017 können sie dies auch bei EA Guingamp, und dort auch als Einzelpersonen, die sich für je 40 Euro in den Club des Kalons (Bretonisch für „Klub der Beherzten“) einkaufen und so zu Gesellschaftern werden dürfen. Der Verein rechnet mit etwa 7000 Beitritten.
Über die Berufsfußballabteilung hinaus müssen die Vereine auch Amateur- und Jugendmannschaften unterhalten und Nachwuchsspieler ausbilden (siehe oben).
Der französische Profiverein des 21. Jahrhunderts kennt trotzdem auch noch die einflussreiche Einzelperson, ohne die im Klub keine größeren Entscheidungen getroffen werden können; allerdings können sich diese, oft als Haupt-Kapitalgeber in Präsidium oder Aufsichtsrat agierend, in der Regel keine Alleingänge alter Prägung leisten und sind in Finanzfragen aufgrund ihrer Biografie alles andere als unbedarft. Zu diesem neuen Typus zählen unter anderem der Modeschöpfer Daniel Hechter (in den 70er und 80er Jahren bei Paris Saint-Germain und Strasbourg) und der Milliardär Robert Louis-Dreyfus, der Ende 2006 seinen Mehrheitsanteil an Olympique Marseille für 115 Mio. € an den Kanadier Jack Kachkar verkaufen wollte.
Auch in der Gegenwart führen zahlreiche Präsidenten die Profiabteilung ihres Vereins während eines langen Zeitraumes. 2014 beispielsweise ist Montpelliers Louis Nicollin seit 40 Jahren im Amt, Jean-Michel Aulas aus Lyon seit 17 und auch die Präsidenten von Bordeaux, Toulouse, Caen, Lille und Reims seit mindestens zehn Jahren.
An der Börse sind bisher erst zwei Vereine notiert. Ermöglicht wurde dies durch eine Gesetzesänderung, die der Senat im Dezember 2006 auf den Weg gebracht hatte. Vorreiter war Olympique Lyon, der sich auf diesem Weg Anfang 2007 etwa 100 Mio. € an frischem Kapital beschaffte. Allerdings hat diese Aktie inzwischen gegenüber dem damaligen Ausgabekurs von 24 € einen erheblichen Wertverlust – bis auf 1,73 € am 10. April 2013 – hinnehmen müssen. Im Juni 2007 folgte mit dem FC Istres ein Klub, der zu diesem Zeitpunkt gerade in die dritte Liga abgestiegen war. Eine Diskussion darüber, inwieweit sich Renditeerwartungen von „sportfernen“ Kapitaleignern auf die Betriebsabläufe innerhalb eines Vereins auswirken können, ist erst in den Anfängen begriffen.
Am Beispiel von Olympique Lyon lässt sich erkennen, auf welchen Feldern zumindest die erfolgreichsten Klubs wirtschaften. Unter dem Dach einer gemeinsamen Holding, der OL Groupe, gibt es die SASP Olympique Lyonnais, die das Kerngeschäft des Konzerns ausmacht, nämlich die Fußballabteilung. Daneben existieren als selbständige Unternehmen, aber unter einheitlicher Marke OL Phone, OL Voyages, OL Café, OL Boisson, OL Music, OL Coiffure, OL Taxi, Restaurant Argenson Gerland und Cro Lyon Boulangeries (eine OL Land für den geplanten Stadionneubau ist 2007 dazukommen) – insgesamt also ein breit gefächertes Geschäftsfeld, an dessen Umsatz der Fußball inzwischen nur noch mit ca. 70 % beteiligt ist. Allerdings gibt es in der Ligue 1 nicht einmal eine Handvoll Vereine, die die Grundlagen dafür besitzen, sich in einen ähnlich diversifizierten Konzern umzuwandeln (siehe auch unten).

### Die LFP – Vertretung der Profivereine
Die Interessenunterschiede zwischen dem Gros der unter Amateurbedingungen arbeitenden Vereine und der schmalen Schicht professionell organisierter Klubs brachen unmittelbar nach dem Zweiten Weltkrieg offen aus. Letztere warfen der FFF nicht zu Unrecht vor, während der Kriegsjahre kaum Widerstand gegen die politischen Versuche, den Professionalismus im Sport abzuschaffen, geleistet zu haben. Die Fronten zwischen beiden Teilen des organisierten Fußballs verhärteten sich bis in die späten 1960er Jahre; im bewegten Mai 1968 besetzten Vertreter mehrerer Amateurvereine unter der Parole „Le football aux footballeurs!“ („Der Fußball den Fußballern!“) sogar den Sitz der FFF in Paris. Erst danach kam es zu einer Annäherung, die 1970 in einen dauerhaften Kompromiss mündete.
Seither untersteht die Ligue 1 nicht mehr dem französischen Verband bzw. dessen Groupement des Clubs Professionnels, sondern der Ligue de Football Professionnel, die unter dem Dach der FFF weitestgehend autonom über alle Fragen des Ligabetriebes entscheidet. Die LFP umfasst die beiden höchsten Spielklassen (Ligue 1 und Ligue 2); diese sind gegenüber der dritten Liga, der ebenfalls eingleisigen National (D3), durch eine feste Auf- und Abstiegsregelung (derzeit je drei Mannschaften) allerdings offen – die Liga kann sich also ihre Bewerber so wenig aussuchen wie ihre Abgänge, sondern darüber entscheiden alleine sportliche Kriterien. Es gibt allerdings die Möglichkeit, Vereinen aus finanziellen Gründen den Profistatus zu verweigern, denn Aufsteiger müssen generell auch ihre wirtschaftliche Leistungsfähigkeit nachweisen. Das hat vor einigen Jahren beispielsweise dazu geführt, dass einem zweiten Verein aus der korsischen Hauptstadt Ajaccio (dem Gazélec FC) die Zulassung zum Profibereich verwehrt wurde, weil angesichts niedriger, überwiegend nur vierstelliger Zuschauerzahlen unterhalb der Ligue 1 das Potential für zwei Klubs aus derselben Stadt, wenn sie nicht wenigstens 100.000 Einwohner zählt, als nicht ausreichend bewertet wurde und wird.
Außerdem richtet die LFP den Ligapokal (Coupe de la Ligue) aus, an dem nur Profimannschaften (2007/08 die 40 Erst- und Zweitligisten sowie fünf Klubs aus der D3) teilnehmen und der, wie in vielen anderen Ländern, nur eine vergleichsweise geringe Attraktivität besitzt. Des Weiteren ist die LFP neuerdings für alle französischen Jugendnationalmannschaften, die B-Elf der Männer und alle Frauennationalteams zuständig. Dafür bezahlt sie der FFF jährlich rund 10 % ihrer Einnahmen aus dem Rechtehandel.
Präsident der LFP war seit Mai 2002 Frédéric Thiriez; er ist im April 2016 kurz vor Ablauf seiner zweiten siebenjährigen Amtsperiode zurückgetreten. Die Liga hat sich inzwischen eine Ethik- und eine Antirassismus-Charta gegeben, letztere unter dem Titel „Den Rassismus ins Abseits stellen“.
Mitte Oktober 2007 haben sieben Klubs (Girondins Bordeaux, RC Lens, OSC Lille, Olympique Lyon, AS Monaco, Paris Saint-Germain und der FC Toulouse) einen „elitären Zirkel der Großen“, den Verein Football avenir professionnel (FAP) gegründet, der nach eigenem Verständnis für alle Ligamitglieder offen sein soll und Einfluss auf die Zukunft des Spitzenfußballs nehmen will. Nach Aussage des auf fünf Jahre gewählten Präsidenten Jean-Michel Aulas wichen die Interessen der stärksten Erstligisten von denen der anderen Profivereine so stark ab, dass die FAP-Gründung erforderlich geworden sei. Dieser Vorgang stößt in den Medien, aber auch bei anderen Vereinen – so sind beispielsweise Olympique Marseille und die AS Saint-Étienne der FAP bewusst nicht beigetreten – auf Kritik, weil er neben den weit auseinanderklaffenden finanziellen Möglichkeiten der LFP-Mitglieder und der Beteiligung dreier Vereine an der G-14 als ein weiterer Schritt zur Spaltung des Profifußballs verstanden wird. Im Mai 2008 hat der FAP seine Auflösung bekanntgegeben.

### Die Spielergewerkschaft UNFP
siehe auch den Hauptartikel Union Nationale des Footballeurs Professionnels
Die Erkenntnis, dass Berufsfußballer sich organisieren müssen, um ihre Interessen gegenüber ihren Arbeitgebern durchsetzen zu können, ist in Frankreich nahezu so alt wie der Professionalismus. 1934 entstand die Amicale des joueurs professionnels, die sich 1936 zu einem gewerkschaftsähnlichen Verein (syndicat) weiterentwickelte. Sein Hauptthemen waren Regelungen bezüglich der Spielertransfers, die die Betroffenen mit einbezog, und die Krankheitskostenerstattung im Verletzungsfall. Zu den Hauptinitiatoren der Organisation zählten Jacques Mairesse, Edmond Delfour, Étienne Mattler, Raoul Diagne und einige andere, überwiegend Nationalspieler. Ende 1937 kündigten diese einen Spielerstreik für ein Länderspiel an, der aufgrund massiver Drohungen der FFFA und zu geringer Unterstützung aus Spielerkreisen folgenlos blieb. Mit Mairesses Tod im Weltkrieg schlief diese Bewegung für anderthalb Jahrzehnte ein.
Im November 1961 kam es zur Neugründung einer Interessenvertretung in Form der Union Nationale des Footballeurs Professionnels, die heutzutage einflussreicher ist als ihre deutsche Schwester und über Sitz und Stimme in der LFP verfügt. Treibende Kraft hinter ihrer Gründung war der kamerunische Spieler Eugène Njo-Léa, ein brandgefährlicher Torschütze und 1957 auch Landesmeister mit der AS Saint-Étienne, der später zum Doktor der Rechte promovierte. Die ersten Vorsitzenden der UNFP waren Just Fontaine (bis 1964) und Michel Hidalgo (1964 bis 1968). Aktueller Präsident ist seit 1969 Philippe Piat (zwischen 1965 und 1972 erfolgreicher D1-Torjäger bei Racing Strasbourg, AS Monaco und FC Sochaux), der zeitweise auch der Internationalen Spielergewerkschaft FIFPro vorstand. Inzwischen besitzt die UNFP eine „Doppelspitze“: Co-Präsident neben Piat ist Sylvain Kastendeuch, langjähriger Profi mit über 570 Erstligaeinsätzen bei drei Vereinen.
Heute bestehen ihre Haupttätigkeitsfelder in der Beratung und Vertretung der Profifußballer bei vertrags- und sportrechtlichen Fragen. Des Weiteren organisiert sie für vorübergehend arbeitslos gewordene Spieler Möglichkeiten, sich fit zu halten, geht dabei auch neue Wege: im Sommer 2006 können diese freiwillig an einem Trainerlehrgang in Clairefontaine teilnehmen, um den angehenden Fußballlehrern die praktische Anwendung ihres theoretischen Lernstoffs zu ermöglichen und ggf. auch selbst Interesse an einer Übungsleiterausbildung zu bekommen.
Entstanden war die Idee zu dieser Interessenvertretung in einer Zeit, in der die Spieler „Sklaven der Vereine“ waren (so Raymond Kopa im Juni 1963 in einem Interview mit der Tageszeitung France Dimanche): seit den 1940ern bedeutete die Unterschrift eines in Vertragsangelegenheiten meist unerfahrenen, jungen Spielers, dass er bis zu seinem 35. Geburtstag den Verein nicht ohne dessen Zustimmung verlassen konnte. Zwar hieß es in den Profistatuten auch, Verein und Spieler sollten eine vorzeitige Vertragsauflösung „einvernehmlich regeln“; doch wenn sich der Klub dagegen sperrte, hatte der Spieler keinerlei rechtlichen Anspruch darauf. Von der Ablösesumme, die der abgebende Verein im Falle eines Wechsels frei aushandeln konnte, standen dem Spieler etwa 10 % zu. Durch eine unrealistisch hohe Forderung konnte der Klub den Weggang eines Spielers aber jederzeit verhindern. Umgekehrt besaßen Spieler keinerlei Mitspracherecht, wenn ihr Verein sie an einen anderen verkaufte.
Dass der zu deutlichen Worten neigende Kopa mit seiner Charakterisierung der Bestimmungen keineswegs übertrieb, lässt sich am Beispiel von Roger Piantoni veranschaulichen. Der begnadete Linksfuß, der aus einfachsten proletarischen Verhältnissen (Bergarbeiterfamilie) stammte, unterschrieb 1950 im Alter von 18 Jahren seinen ersten Vertrag beim FC Nancy, einem eher mittelmäßigen Klub der Division 1, und hat sich für seine Elf und seinen Arbeitgeber immer bis zum Letzten eingesetzt. 1954 bemühten sich sowohl Internazionale Mailand als auch Juventus Turin darum, ihn zu verpflichten, und der Enkel italienischer Einwanderer bat seinen Präsidenten darum, ihm diese Chance der Rückkehr zu seinen Wurzeln zu ermöglichen. Hinzuzufügen ist, dass Piantoni ein ungemein bescheidener Mensch war, der, auch als er längst Nationalspieler geworden war, mit Frau und Kindern in einer alles andere als luxuriösen Stadtwohnung lebte und sich lediglich einen Kleinwagen leistete. Seine Enttäuschung war gewaltig, als sein Präsident ihm schlichtweg mitteilte, der FC Nancy wolle sich nicht von seinem besten Spieler trennen. 1957 stieg Nancy aus der ersten Liga ab und verkaufte Piantoni dann an Stade de Reims, was rein sportlich sicher eine deutliche Verbesserung für den Halbstürmer war. Aber erst Jahre später erfuhr er von Reims’ Präsidenten Henri Germain, was ihm sein alter Verein immer verschwiegen hatte, dass nämlich sein neuer Arbeitgeber bereits seit 1952 jährliche Zahlungen an Nancy leistete, um sich für den Fall einer vorzeitigen Vertragsauflösung ein Vorkaufsrecht auf den Spieler zu sichern.
Kopa wurde übrigens 1963 für seine Äußerungen vom Groupement des Clubs Professionnels für ein halbes Jahr gesperrt, wenn auch auf Bewährung. Und es dauerte nahezu ein Jahrzehnt, bis es der UNFP gelang, die „ewige“ Bindung von Spielern an ihren ersten Verein abzuschaffen: ab der Saison 1969/70 wurden Spielerverträge grundsätzlich nur noch für eine frei aushandelbare Dauer abgeschlossen.
Heutzutage können solche Verträge jederzeit aufgehoben werden, wenn sich Verein und Spieler darüber einig sind. Einseitige Auflösungen hingegen sind in Übereinstimmung mit der 2001 erlassenen Regel des Weltverbandes für Spieler bis zu ihrem 28. Geburtstag drei, für ältere zwei Jahre lang untersagt; Verstöße dagegen werden sanktioniert. In der Praxis geben Klubs allerdings ihren Widerstand gegen einen vorzeitigen Vereinswechsel häufig auf, wenn die Ablösesumme entsprechend erhöht wird (vgl. Michael Essien, der 2005 für 38 Mio. € schließlich doch von Olympique Lyon zu Chelsea wechseln durfte).
Neben der UNFP gibt es noch die 1990 gegründete Union Patronale des Clubs Professionnels de Football (UCPF), die sich aus Vertretern der Kapitalgesellschaften in den französischen Profifußballklubs, mithin der Eigentümer und Arbeitgeber, zusammensetzt, sich zugleich aber als Vertreter ihrer Angestellten – also hauptsächlich der Spieler – versteht. Um diese „Fürsorge-Funktion“ für ihre Beschäftigten schon im Namen zu verdeutlichen, hatte die anfangs nur Union des Clubs Professionnels de Football heißende UCPF sich 1994 das Adjektiv „patronal“ hinzugefügt.

### Das Schiedsrichterwesen
Anders als Spieler, Trainer, Vereins- und Verbandsfunktionäre sind die Schiedsrichter der beiden Profiligen in Frankreich zwar keine Amateure mehr – denn sie erhalten für ihre Einsätze inzwischen auch einen vierstelligen Euro-Betrag –, gehen aber meist noch einem anderen Broterwerb nach. Die Einführung von hauptberuflich tätigen Referees ist auch in Frankreich alle Jahre wieder Teil des öffentlichen Diskurses: 2001 hat die FFF mit der Direction Technique Nationale de l’Arbitrage (DTNA, seit 2004 DNA) ein Gremium eingesetzt, das sich seither mit dieser und anderen Fragen rund um das Schiedsrichterwesen (beispielsweise verbesserte Ausbildung, Einführung von Torkameras u. a.) befasst.
In der Saison 2011/12 erhielt ein Spielleiter der höchsten Klasse (arbitre fédéral 1) ein monatliches Fixum von 2.800 € sowie 2.474 € pro Partie (jeweils brutto). Dazu kam nach Karriereende eine Einmalzahlung als Beitrag zur Alterssicherung in Höhe von 12.500 € pro Jahr der Zugehörigkeit zu dieser Gruppe. Die Ligue-1-Unparteiischen fordern allerdings eine Erhöhung der Einsatzvergütung auf 4.500 € je Spielleitung, zumal die FFF seit Anfang 2011 durch den Sponsorenwechsel von Adidas zu Nike erheblich höhere Einnahmen habe.
In Frankreich wird – auch dies ist keine nationale Besonderheit – allerdings bezweifelt, ob für ein solches Salär genügend viele geeignete Personen bereit sind, auf einen anderen Beruf zu verzichten; denn ein Schiedsrichter kann seine Tätigkeit bis zum Erreichen der Altersgrenze (derzeit bei 46 Jahren) auf diesem Niveau für maximal ca. 20 Jahre ausüben. Mitte 2016 wurde eine Gruppe von Spitzenreferees bestimmt, die nunmehr als Profis wirken sollen. Der ranghöchste unter ihnen, FIFA-Elite-Schiedsrichter Clément Turpin, soll demnach monatlich brutto 8.000 Euro zuzüglich 2.000 Euro je Ansetzung verdienen, die anderen abgestuft weniger.
Zudem besaßen französische Spielleiter in der Vergangenheit auch als Amateure durchaus internationales Renommee: Georges Capdeville, Maurice Guigue (sie leiteten die WM-Endspiele 1938 bzw. 1958), Robert Wurtz, Michel Vautrot oder Joël Quiniou (dieser sogar bei drei WM-Turnieren eingesetzt) galten in ihrer aktiven Zeit als ausgewiesene Meister ihres Faches.
Im April 1996 pfiff Nelly Viennot, die 2007 ihre Karriere beendete und seither in der Schiedsrichterinnenförderung arbeitet, als erste Frau ein Profispiel in Frankreich. Ihr folgten bis einschließlich 2011 Karin Vives-Solana, Séverine Zinck und Stéphanie Frappart.
Momentan sind die 235 französischen Spitzenschiedsrichter (Arbitres de Fédération) in fünf Kategorien eingeteilt, von denen die Angehörigen der beiden obersten Stufen bei Spielen der Profiligen eingesetzt werden – in der Saison 2012/13: 36 Referees, darunter keine Frau – und aus deren Kreis sich auch diejenigen rekrutieren, die die FFF dem Weltverband für internationale Einsätze meldet. Zwischen diesen fünf Leistungsstufen und der darunter befindlichen Basis kommt es nach Saisonende zu Auf- und Abstieg wie zwischen den Fußballligen auch, der von einem Leistungsbewertungssystem jedes einzelnen Schiedsrichters abhängt und durch eine Kommission (Commission d'Arbitrage) entschieden wird.
Seit 1967 existiert ein nationaler Schiedsrichterverband, die Union Nationale des Arbitres de Football (UNAF); 2004 kam mit der Amicale Française des Arbitres de Football (AFAF) eine stärker „basisdemokratisch“ strukturierte Konkurrenz hinzu. Die Mitgliedschaft in diesen Organisationen ist freiwillig. Die in Ligue 1 und 2 eingesetzten Spielleiter haben sich im Juli 2006 zusätzlich ein eigenes Organ (Syndicat des arbitres de football d'élite, SAFE) zur Vertretung ihrer Interessen gegenüber der LFP, aber auch der veröffentlichten Meinung geschaffen und als ihren ersten Vorsitzenden Tony Chapron gewählt. Um ihrer Forderung nach einer Erhöhung ihres Salärs Nachdruck zu verleihen, wollten die Erstligaschiedsrichter am ersten Märzwochenende 2011 die Spiele der ersten und zweiten Liga in einer konzertierten Aktion mit einer viertelstündigen Verspätung anpfeifen und dazu nicht die Trikots des neuen Verbandssponsors tragen. Die FFF reagierte darauf, indem sie sehr kurzfristig die Ansetzungen änderte: in der Ligue 1 kamen mit einer Ausnahme Unparteiische zum Einsatz, die normalerweise Partien der dritten und vierten Liga leiten.
Seit 2002 tragen die Unparteiischen in den beiden Profiligen, im Landes- und im Ligapokal Werbung für eine Haushaltsgeräte-Handelskette auf den Ärmeln, die dafür jährlich etwa 650.000 € bezahlt und zusätzlich erhebliche finanzielle und organisatorische Ressourcen in die Ausbildung des Schiedsrichternachwuchses investiert. So veranstaltet die Firma BUT (übersetzt sinnigerweise TOR) gemeinsam mit der FFF die jährlichen „Tage der Schiedsrichterei“, bei denen auf über 300 Sportplätzen in ganz Frankreich junge Menschen für eine solche Tätigkeit interessiert werden sollen – was in den vergangenen vier Jahren immerhin zu mehr als 6.000 neuen Referees geführt hat.

## Finanzierung: Einnahmen und Ausgaben
Laut der jüngsten Untersuchung der Wirtschaftsprüfungsgesellschaft Deloitte, dem 22. Annual Review of Football Finance über die Saison 2011/12, liegt die Ligue 1 mit 1,136 Mrd. € Umsatz weiterhin auf dem fünften Rang hinter ihren englischen (2,179), deutschen (1,872), spanischen (1,765) und italienischen (1,570) Konkurrenten.

### Zuschauerzahlen
Die durchschnittlichen Zuschauerzahlen in den Erstliga-Stadien überschritten zwar von 1999/2000 bis einschließlich 2009/10 die 20.000er-Marke (bis 2012/13 lagen sie allerdings mit 19.750, 18.870 und 19.260 jeweils wieder darunter), aber die Zahlen schwanken naturgemäß zwischen den einzelnen Vereinen sehr stark, und selbst die Publikumsmagneten wie Olympique Marseille (seit der Saison 1997/98 regelmäßig die meisten Zuschauer), Olympique Lyon (in der Saison 2005/06: 26.000 Dauerkarten verkauft) und Paris Saint-Germain decken ihre Etats zu weniger als der Hälfte durch den Umsatz an den Kassenhäuschen (zu den Eintrittspreisen siehe unten). Erst 2007/08 wurde der bereits aus der Spielzeit 1998/99 datierende Rekord für ein einzelnes Spiel (57.714 zahlende Zuschauer bei der Begegnung Marseille gegen Lyon) überboten, als das Duell Lille gegen Lyon 77.840 Zuschauer anzog – im Pariser Stade de France. In der Spielzeit 2012/13 hatten die jeweils 19 Heimspiele der Vereine folgende mittlere Besucherzahlen: an der Spitze lagen Meister Paris 43.239, Lille 40.593, Marseille 33.473, Lyon 32.086, Saint-Étienne 22.966 und Bordeaux 19.403. Am unteren Ende dieser Rangfolge standen Absteiger Brest mit 11.697 vor Bastia (11.617), Nizza (10.246), Évian TG (10.211) und Ajaccio (6.801).
2014/15 haben sich die Gesamtzahlen der Ligue 1 deutlich nach oben entwickelt (ein Plus von rund 1.200 Besuchern gegenüber der Vorsaison) und verzeichneten 22.337 Besucher je Partie.
Dabei haben sich diese Zahlen jahrzehntelang nur sehr schleppend entwickelt. In der Saison 1947/48 (für die vorangehende Zeit liegen keine gesicherten Gesamtzahlen vor) besuchten durchschnittlich 9.700 Zuschauer die Spiele der Division 1 und 1952/53 wurde mit 11.100 Besuchern ein vorläufiger Höchststand erreicht. Noch zwanzig Jahre später (1973/74: 10.400 Zahlende im Mittel) und selbst nach den Erfolgen der Nationalmannschaft in den 1980ern (Europameister 1984, Weltmeisterschafts-Halbfinalist 1982 und 1986) pendelte die Zuschauerzahl alljährlich nur um 10.000. Erst 1997/98 wurde die 15.000er-, zwei Jahre später die 20.000er-Grenze überschritten; dies ist zweifellos maßgeblich durch den Gewinn des Weltmeistertitels im eigenen Land beeinflusst worden, zeigt aber zugleich, wie schwer es dem Fußball fiel, sich in der Publikumsgunst gegen die eingangs genannten, traditionellen französischen Sportarten durchzusetzen.

### Fernsehgelder

#### Die Anfänge
Für die allererste Liveübertragung eines Ligaspiels – am 29. Dezember 1956 – erhielt der gastgebende Stade de Reims von RTF lediglich eine Ausgleichszahlung, die die Differenz zwischen den Zuschauereinnahmen dieser Partie gegen den FC Metz und den durchschnittlichen Einnahmen der sonstigen Heimspiele kompensierte; geschätzte 700.000 Zuschauer verfolgten das Spiel an den Fernsehempfängern. Aber erst ab Mitte der 1960er Jahre wurden wieder Spiele der Division 1 live gezeigt: vier in der Saison 1965/66, sieben 1968/69. Zur Spielzeit 1969/70 erklärte sich der Sender bereit, pro Liveübertragung mindestens 120.000 FF (umgerechnet knapp 40.000 €) zu bezahlen; angesichts des geringen Zuschauerechos beendete RTF diesen Versuch aber schon im November 1969.
Erst im September 1977 – zeitgleich mit dem Höhepunkt der Erfolgskurve der AS Saint-Étienne – kehrte der Ligafußball auf die französischen Bildschirme zurück; für insgesamt 450.000 FF erhielt TF1 das Recht, am späten Sonnabend in seinem Magazin Téléfoot Zusammenfassungen aller Meisterschaftsbegegnungen zu zeigen. Zwei Jahre später bezahlte der staatliche Sender dafür bereits 3 Mio. FF pro Saison. Liveübertragungen gab es aber erst wieder ab November 1984, als der Privatsender Canal+ begann, für je 250.000 FF eine Partie pro Spieltag in voller Länge zu zeigen. Seit dem 3. September 1996 können sämtliche Erstligaspiele bei diesem Anbieter gegen Bezahlung live gesehen werden.

#### Gegenwärtige Entwicklungen
In der Gegenwart sind die Vereine der beiden höchsten Spielklassen, wie in anderen Ländern auch, in sehr hohem Maße von den Zahlungen der Fernsehanstalten, ihrer Sponsoren und vom Ertrag des Merchandisings (hauptsächlich Trikotverkauf und dergleichen Fanartikel) abhängig. In der Saison 2006/07 zahlten Canal+ rund 600 Mio., Eurosport 15 Mio. und der Mobilfunkanbieter Orange 29 Mio. Euro an die LFP, die daraus die Klubs der beiden höchsten Spielklassen sowie die aktuell sechs Profivereine in der dritten Liga bediente; auch für Erfolge im Ligapokal (Coupe de la Ligue) werden aus diesem Gesamtbudget Beträge ausgeschüttet. Ab der Saison 2008/09 wird die französische Liga – abgesehen von je anderthalb Minuten langen Kurzspielberichten auf Basis des französischen Informationsrechtes – ausschließlich für Fernseh-, Internet- und Mobiltelefon-Abonnenten zu sehen sein; Canal+ (465 Mio.) und Orange (203 Mio.) bezahlten dafür bis 2011 668 Mio. € je Saison. Diese Entscheidung der LFP hatte in Frankreich einen Sturm der Empörung ausgelöst und auch die Aufsichtsbehörde Conseil supérieur de l'audiovisuel auf den Plan gerufen; der CSA hat später ein Recht auf mehrminütige kostenfreie Berichterstattung festgestellt. Bereits Anfang März 2008 hatten Canal+ und die Liga eingelenkt: es sollte zukünftig eine unverschlüsselte Zusammenfassung des Spieltags geben, die der Sender am Sonntagnachmittag – also ohne das Sonntagabend-Spiel – ausstrahlen wird.
Von 2012 bis 2016 überträgt außer Canal+ erstmals auch der in Katar beheimatete Sender Al Jazeera regelmäßig L1-Spiele, der zudem für 195 Mio. Euro pro Saison bis 2018 bereits die Auslandsrechte besitzt und zum Januar 2012 zwei französischsprachige, reine Sportkanäle (beIN Sport 1 und 2) eingerichtet hat. Die vergebenen fünf attraktivsten Pakete von Emissionsrechten kosteten insgesamt 510 Mio. Euro jährlich, wovon Canal+ 420 trägt. Durch die in einer weiteren Bieterrunde erzielten Einnahmen für die restlichen Pakete, darunter das bisher von Orange betriebene Mobilfunkangebot, erhöhten sich die Fernsehgelder bis 2016 auf 607 Mio. Euro und steigen für den Zeitraum 2016 bis 2020 auf jährlich 748,5 Mio. Euro an.
Die Fernseheinnahmen blieben von 2000 bis 2003 praktisch konstant, wuchsen dann rapide an: betrugen sie in der Saison 2003/04 noch 256,3 Mio. €, stiegen sie 2004/05 auf 351,4 und 2005/06 auf 559,4 Mio. €. In der Saison 2012/13 erhielten die Klubs der Ligue 1 alleine 489,8 Mio., die 20 Zweitligisten 88,4 Mio. €. Es gilt ein Verteilerschlüssel, der sich aus einem für alle gleich hohen Grundbetrag (11,73 Mio. €) sowie erfolgsabhängigen Prämien (Tabellenplatz, Einschaltquoten und Fünf-Jahres-Wertung für beide Kriterien) zusammensetzt. 2013 standen Vizemeister Marseille hieraus 48,0, Meister Paris 44,1 und dem Drittplatzierten Lyon 44,0 Mio. zu, Bordeaux, Lille und Saint-Étienne je zwischen 32,1 und 30,4 Mio.; sechs weitere Klubs bekamen zwischen 19,6 und 26,0 Mio. €. Demgegenüber flossen in die Kassen des Auf- und gleich wieder Absteigers Troyes nur 12,9 Mio. – also nicht viel mehr als ein Viertel dessen, was Marseille erhielt –, für die beiden anderen Neulinge Bastia und Reims betrug der Anteil 16,5 bzw. 15,6 Mio. €.
Diese Verteilung ist regelmäßig in der Sommerpause Gegenstand der Kritik, weil beispielsweise nach Ende der Saison 2008/09 der siebzehntplatzierte Beinahe-Absteiger aus Saint-Étienne rund 23,5 Mio., der sportlich erfolgreichere FC Valenciennes (Platz 12) aber nur gut zwei Drittel davon erhalten hat. Dem wird vor allem von Seiten der begünstigten Klubs entgegengehalten, dass sie aus Gründen der Solidarität mit den kleineren, weniger attraktiven Vereinen die eigentlichen Benachteiligten seien, weil sie bei einer freien Vermarktung deutlich höhere Einnahmen erzielen könnten.
Etliche Klubs sind inzwischen nahezu auf Gedeih und Verderb von den Zahlungen der Fernsehsender abhängig: bei Auxerre machen diese Zahlungen in der Saison 2005/06 79 % der Gesamteinnahmen aus, bei Troyes, Valenciennes und Sedan knapp unter 70 %. Selbst Marseille und Saint-Étienne, die aufgrund ihrer vergangenen Erfolge hohe Popularität und überdurchschnittliche Zuschauerzahlen vorweisen können, decken ihre Etats zu annähernd 50 % aus diesen Fernsehgeldern. Der Mittelwert aller Profiklubs (erste und zweite Liga) lag in der Saison 2009/10 bei 54 % – in Ligue 1 alleine sogar bei 57 % –, während durch Sponsoring 19 % und aus dem Ticketverkauf 14 % erlöst werden.
Zur Saison 2024/25 ist Canal+ zum ersten Mal in vier Jahrzehnten nicht mehr beteiligt; die beiden Hauptpakete für die folgenden fünf Jahre ersteigerten der Streaming-Dienst DAZN und der katarische Sender BeIN Sports. Zusammen nimmt der Ligaverband pro Spielzeit rund 540 Millionen Euro ein – ein empfindlicher Rückschritt gegenüber den bisherigen 660 Millionen und weit unterhalb der von der LFP erhofften 1,1 Milliarden.
Daraufhin beklagte DAZN, dass die Liga nicht entschieden genug gegen illegales Streaming im Netz vorgehe und weigert sich deswegen, eine Rate in Höhe von 35 Millionen Euro aus dem TV-Vertrag auszuzahlen. Der Sender hat gegen die Ligaverwaltung sogar rechtliche Schritt eingeleitet. Angeblich verzeichnet DAZN statt den erwarteten 1,5 Millionen Abonnenten lediglich einen Bruchteil davon, die Rede ist von 100.000.

### Klubsponsoren
Exakte Angaben über Einnahmen aus dem Trikot- und Bandensponsoring sind auch in Frankreich angesichts einer sehr eingeschränkten Veröffentlichungspflicht häufig eher Schätzungen und entsprechend nur mit Vorsicht zu genießen. Paris Saint-Germain beispielsweise hat für 2006–2009 Emirates Airlines als Trikotsponsor gewonnen, der dafür ca. 5 Mio. € pro Saison bezahlt. Noch mehr ist die Brust der Spieler des Titelverteidigers wert: angeblich überweist die Hotelkette Accor dafür jährlich 15 Mio € an Lyon.
In Frankreich dürfen außer den Bekleidungsausrüstern, anders als in Deutschland, auch mehrere Sponsoren auf Trikots und Hosen genannt werden. Außerdem sind bei vielen Vereinen die Heim- und die Auswärtshemden mit unterschiedlicher Werbung beflockt. Eine weitere Besonderheit besteht darin, dass etliche französische Kommunen, Départements und Regionen ihren Verein durch Sponsoring als Werbeträger nutzen; das ist derzeit bei Auxerre, Lorient, Lyon, Nantes, Rennes, Saint-Étienne und Sochaux der Fall. Im Spätsommer 2006 wurde auch in Frankreich die Werbung für Online-Sportwetten-Anbieter untersagt, was einige Vereine angesichts kurzfristig wegfallender Einnahmen finanziell in die Bredouille gebracht hat.

### Ligasponsor
Ab der Saison 2007/08 besaß das Mobilfunkunternehmen Orange das Namensrecht an den beiden höchsten Spielklassen, die offiziell also Ligue 1 Orange und Ligue 2 Orange hießen. Wie in anderen Ländern auch haben sich diese Bezeichnungen allerdings weder im allgemeinen Sprachgebrauch noch in den Printmedien durchgesetzt; lediglich die Fernseh- und Radiostationen verwenden diese Namen häufiger.
Von 2012 bis 2017 besaß die höchste Spielklasse keinen Sponsor, hieß ab 2017 für drei Spielzeiten Ligue 1 Conforama. Von 2020 bis 2024 ist UberEATS der Namenssponsor für etwa 16 Millionen Euro im Jahr. An dessen Stelle tritt ab 1. Juli 2024 McDonald’s, das dafür 90 Millionen Dollar für drei Jahre bezahlt.

### Bilanzen und Ausgaben der Vereine
Die geprüften Jahresbilanzen zum Stichtag 30. Juni 2012 ergaben, dass neun der 20 Erstligisten einen negativen Saldo aufweisen, der bei Bordeaux (minus 14,2 Mio. Euro), Absteiger Auxerre (minus 16,4 Mio.) und Lyon (minus 28 Mio.) besonders hoch ausgefallen ist. Ein besonders positives Bilanzergebnis steht bei Lille und Ajaccio mit jeweils gut 3 Mio. Euro zu Buche. Noch problematischer sieht es in der zweiten Liga aus, wo lediglich drei Klubs schwarze Zahlen vorzuweisen haben.
Im Spieljahr 2013/14 haben die 20 Klubs der Ligue 1 insgesamt Ausgaben von gut 1,85 Mrd. € getätigt, also im Mittel 92,7 Mio. €. Fünf Klubs liegen deutlich darüber, wobei die „Neureichen“ von Paris Saint-Germain weiterhin einsam herausragen, gefolgt vom Erstligarückkehrer Monaco. Die reichsten und die „ärmsten“ (darin die beiden anderen Aufsteiger) Vereine sind hierunter dargestellt; das Mittelfeld bilden acht Klubs, deren Ausgaben zwischen 45 und 82 Mio. € ausmachten.
| Vereine mit den höchsten Ausgaben | Etat (Mio. €) |
| --------------------------------- | ------------- |
| Paris Saint-Germain               | 496           |
| AS Monaco                         | 293           |
| Olympique Marseille               | 145           |
| Olympique Lyon                    | 138           |
| OSC Lille                         | 115           |

| Vereine mit den geringsten Ausgaben | Etat (Mio. €) |
| ----------------------------------- | ------------- |
| FC Évian TG                         | 036           |
| FC Nantes                           | 035           |
| FC Valenciennes                     | 033           |
| SC Bastia                           | 031           |
| EA Guingamp                         | 028           |
| Stade Reims                         | 028           |
| AC Ajaccio                          | 022           |

Die Ausgaben der französischen Vereine haben sich seit Mitte der 1990er analog den steigenden Einnahmen aus den Fernsehrechten entwickelt und dabei mehr als vervierfacht: hatte ein Erstligist 1994/95 durchschnittlich 13,2 Mio. € zur Verfügung, konnte er zwei Jahre später 18 Mio., 1999/2000 bereits 33,7 Mio., 2004/05 36,5 Mio. und 2006/07 42,5 Mio. € ausgeben.

### Spielergehälter
Ende der 1930er galt eine Verdienstobergrenze von 42.000 alten Francs pro Jahr einschließlich aller Prämien. Auch nach dem Zweiten Weltkrieg waren die Einkommensmöglichkeiten selbst für Spitzenspieler eher bescheiden; 1954 legte der Verband eine Spanne von 30.000 bis 65.000 FF fest, wobei Nationalspielern bis zu 90.000 FF bezahlt werden durften. Mit der Erhöhung der Fernsehgelder und insbesondere nach dem Bosman-Urteil in den 1990ern kam es auch in Frankreich zu einer nahezu explosionsartigen Steigerung der Gehälter. Allerdings besteht dort ebenso wenig eine Offenlegungspflicht wie in anderen Staaten, so dass die veröffentlichten Zahlen nur als Annäherung zu verstehen sind. Außerdem machen die von den Vereinen zu bezahlenden Saläre (Grundeinkommen und Erfolgsprämien) geschätzt nur etwa 40 bis 60 % des Gesamtbetrages aus; dazu kommen insbesondere Einmalzahlungen bei Vertragsabschluss („Handgeld“), von Sponsoren oder Förderern übernommene Gehaltsanteile und Werbeeinnahmen.
In der Saison 2008/09 gab es nur vier Spieler, die jährlich – ohne Erfolgsprämien und Einnahmen aus Werbeverträgen – über 4 Mio. € brutto von ihrem jeweiligen Verein erhielten, 2012/13 waren es elf, 2014/15 verdienen inklusive Prämien 20 Spieler zwischen 3,6 und 23 Mio. €. Für diese Erhöhung ist hauptsächlich Paris Saint-Germain verantwortlich, wo alleine ein Dutzend dieser Höchstverdiener unter Vertrag steht, darunter die sechs Führenden (Thiago Silva, Zlatan Ibrahimović, David Luiz, Edinson Cavani, als einziger Franzose Blaise Matuidi und Ezequiel Lavezzi). Vier Spieler von Marseille, zwei von Lyon sowie je einer von Lille und Monaco vervollständigen diese Gruppe. Zu dieser Entwicklung hat eine 2008 eingeführte Sonderregelung des Einkommenssteuergesetzes für Spitzenverdiener (§ 81C des Code général des impôts) beigetragen, wonach Ausländer, die zuvor in Frankreich nicht steuerpflichtig waren, und Franzosen, die wenigstens die fünf vorangegangenen Jahre ihr Einkommen im Ausland erzielt haben, zwischen 30 und 50 % ihrer Bruttoeinkünfte steuerfrei genießen können, und das auf maximal fünf Jahre.
Während die Einkommen der Spitzenverdiener seit 2007/08 also eine stetig steigende Tendenz aufweisen, entwickelte sich der mittlere Jahresverdienst aller Ligue-1-Profis uneinheitlich, stieg von 351.500 (2003) über 535.000 (2008) auf 615.500 € (2009), ging 2011/12 auf 540.000 € und 2012/13 sogar auf 370.000 € zurück. 2014/15 liegt er mit ca. 480.000 € wieder höher. Der Durchschnitt aller Zweitligaprofis lag hingegen 2008/09 nur bei 180.000 € brutto.
Gleichzeitig zeigt sich aber, dass die wachsenden Fernseheinnahmen in erster Linie für Spielerverpflichtungen und -gehälter ausgegeben werden. Die Bruttolohnsummen der D1-Klubs stiegen 2005/06 gegenüber 2004/05 um 2 (Marseille; allerdings auf sehr hohem Niveau) bis 80 % (Lille), lediglich einer der in der Liga verbleibenden 17 Vereine reduzierte seine Ausgaben (Monaco, −10 %). Bei diesen 17 stieg die Gesamtsumme von 321,3 auf 397,3 Mio. €, im Mittel also von 18,9 auf 23,4 Mio. €, was einem Zuwachs von knapp 24 % binnen eines Jahres entspricht.
Zu berücksichtigen ist dabei, dass bei den Vereinen über die Gehälter für ihre Profis hinaus erhebliche Personalkosten entstehen, zumal ja auch die Amateure nicht nur „für Luft und Liebe“ spielen. Bei einem in dieser Hinsicht eher durchschnittlichen Verein wie Racing Lens beispielsweise umfasste die Zahl der bezahlten Angestellten Anfang 2008 rund 200 Personen: 70 Spieler und Trainer (einschließlich des Centre de formation), 70 Beschäftigte in der Hauptgeschäftsstelle und etwa 60 in den externen Niederlassungen (Kartenverkauf, Merchandising u. ä.).

## Spieltage und Berichterstattung
In der Saison 2013/14 finden die Spieltage im Regelfall am Wochenende statt, und zwar wegen der Wünsche der Bezahlfernsehsender beIn Sport und Canal+ ein Spiel der Ligue 1 am Freitagabend, sechs oder sieben Spiele am Sonnabend und zwei oder drei am Sonntag (Anstoßzeiten: 14, 17 bzw. ab 20 Uhr), so dass insgesamt bis zu sieben Partien live übertragen werden können. Die Ligue 2 spielt üblicherweise freitags abends, außerdem gibt es eine Partie am Montag. Außer durch diese Liveübertragungen und das Angebot für Smartphone- und Tablet-Nutzer bei Orange können Sportinteressierte sich bei zahlreichen weiteren französischen Fernsehsendern plus dem monegassischen Radio Monte Carlo regelmäßig über den einheimischen Spitzenfußball informieren.
Bei den Printmedien finden Fußballanhänger in Frankreich eine umfassende Berichterstattung vor: Mit L’Équipe gibt es eine täglich – auch sonnabends und sonntags – erscheinende Zeitung (alle Sportarten) und dazu mit France Football, genannt „Die Bibel des Fußballs“, eine dienstags und freitags erscheinende Zeitschrift.

## Stadien
Zur WM 1998 wurden mehrere Stadien in Frankreich neu errichtet oder umgebaut, und zwar sowohl städtische wie vereinseigene Anlagen, wobei letztere bisher noch die Ausnahme darstellen. Anlässlich der Vergabe der EM-Endrunde 2016 an Frankreich kam es erneut zu Neu- und Umbauten. Vorschriften von FIFA und UEFA, die Finanzschwäche mancher Kommune und das Interesse der Klubs an der Erzielung höherer Einnahmen führen in den letzten Jahren zunehmend dazu, dass sich der französische Fußball auch in dieser Hinsicht mehr und mehr den Trends anderer europäischer Ligen annähert („Versitzplatzung“, mehr Komfort, Namensverkauf, Großbildschirme, besseres Merchandising in den Stadien usw.). Das typische französische Stadion früherer Jahrzehnte, das Stade Vélodrome mit dem Spielfeld innerhalb der Asphalt-Radrennbahn, existiert in den Profiligen nicht mehr: als letztes wurde bis 2008 das Stade Auguste-Delaune, traditionsreicher Spielort des Zweitligisten Stade Reims, um- (und das bedeutet: praktisch neu) gebaut; auch das Stadion in Marseille heißt nur noch so, hat aber keine Radbahn mehr. LFP-Präsident Thiriez konstatierte im Sommer 2007:

„Frankreich ist bezüglich seiner Stadien 15 Jahre hinter den anderen großen europäischen Ligen zurück. Bedauerlich für Nostalgiker, aber wir müssen den Standard anheben; das gilt für sämtliche Spielstätten, auch die seit der WM 1998 modernisierten.“

Zu den Besonderheiten gehört, dass in vielen Stadien einzelne Tribünen nach bedeutenden Spielern der Vergangenheit benannt sind, beispielsweise die Tribune Piantoni in Nancy oder die Tribune Méano in Reims. Der Verkauf von Stadionnamen an zahlungskräftige Unternehmen hingegen ist in Frankreich bisher noch verhindert worden. Die Begehrlichkeit, diese Einnahmequelle zu nutzen, existiert allerdings: um den Jahreswechsel 2009/10 steht die mögliche Umbenennung des städtischen Prinzenparks zugunsten einer Ausbaufinanzierung wieder im Raum. Bisher wehren sich zahlreiche PSG-Anhänger massiv dagegen: dort waren bereits Spruchbänder wie „Der Parc ist keine Hure“ und „Coca-Cola-Stadion für unser Heiligtum?“ zu lesen. Ähnliches spielte sich im Sommer 2010 in Marseille ab. Hingegen wird der Neubau einer Spielstätte für den Le Mans FC als erste in Frankreich den Namen eines Sponsors, der Versicherung Mutuelle du Mans Assurances, tragen und nach ihrer Fertigstellung MMArena heißen.
Bei einem Ligadurchschnitt von 21.500 Zuschauern pro Partie (Saison 2005/06) fällt auf, dass das Fassungsvermögen von immerhin neun der zwanzig aktuellen Erstligastadien eine solche Zuschauerzahl nicht ermöglichte. Andererseits ist zu bedenken, dass beispielsweise das Stadion von Sochaux über eine größere Kapazität verfügt als die Stadt Einwohner hat.
In der Tabelle hierunter ist die von der LFP jeweils für Ligaspiele 2015/16 genehmigte Kapazität der Stadien angegeben; sie kann bei anderen Veranstaltungen von diesen Zahlen abweichen, etwa durch Verringerung oder Vergrößerung der Stehplatzbereiche.
| Rang | Stadt             | Name                            | Kapa- zität |
| ---- | ----------------- | ------------------------------- | ----------- |
| 01   | Marseille         | Stade Vélodrome a f g           | 67.394      |
| 02   | Décines-Charpieu  | Groupama Stadium                | 59.286      |
| 03   | Villeneuve-d’Ascq | Stade Pierre-Mauroy             | 50.157      |
| 04   | Paris             | Parc des Princes a              | 48.527      |
| 05   | Bordeaux          | Stade Matmut-Atlantique         | 42.115      |
| 06   | Saint-Étienne     | Stade Geoffroy-Guichard a b f g | 42.000      |
| 07   | Nantes            | Stade de la Beaujoire           | 38.004      |
| 08   | Nizza             | Stade de Nice                   | 35.624      |
| 09   | Toulouse          | Stadium Municipal a b           | 33.500      |
| 10   | Montpellier       | Stade de la Mosson a            | 32.939      |
| 11   | Rennes            | Roazhon Park                    | 29.778      |
| 12   | Reims             | Stade Auguste-Delaune           | 21.628      |
| 13   | Caen              | Stade Michel-d’Ornano           | 21.250      |
| 14   | Troyes            | Stade de l’Aube                 | 20.400      |
| 15   | Lorient           | Stade du Moustoir e             | 18.910      |
| 16   | Fontvieille       | Stade Louis II                  | 18.523      |
| 17   | Guingamp          | Stade de Roudourou              | 18.126      |
| 18   | Angers            | Stade Jean-Bouin                | 18 000      |
| 19   | Bastia            | Stade Armand Cesari             | 17.600      |
| 20   | Ajaccio           | Stade Ange Casanova             | 05.000      |

Anmerkung zur Schreibweise: In Frankreich werden Stadien meist mit Bindestrich zwischen Vor- und Nachnamen der Person geschrieben, nach der sie benannt sind.
Eintrittspreise 2006/07
Stadien weisen auch in Frankreich hinsichtlich Komfort, Nähe zum Spielfeld und Sichtqualität für den einzelnen Besucher erhebliche Unterschiede auf; ebenso gibt es innerhalb der Sitz- bzw. Stehplätze noch unterschiedliche Kategorien. Entsprechend fordern die Klubs der Ligue 1 für den Besuch eines normalen Punktspiels sehr weit auseinander liegende Eintrittspreise, wobei diese teilweise auch Ausdruck unterschiedlicher Kaufkraft im jeweiligen Einzugsgebiet und der Leistungsstärke der Mannschaft sind.
Die Kartenpreise für den einfachen Stehplatz in der Saison 2006/07 beginnen bei 5–6 € (in Le Mans, Rennes, Auxerre, Lille, Valenciennes und – nur auf den ersten Blick überraschenderweise – Monaco), während man in Bordeaux, Lens, Nantes, Paris, Saint-Étienne, Sochaux und Troyes 9–10 €, in Marseille und Sedan gar 15 € dafür bezahlen muss.
Diese Relation von 1:3 zwischen billigstem und teuerstem Mindestpreis wird von der Preis-Spannweite der jeweils besten Sitzplatzkategorie allerdings noch erheblich übertroffen. Letztere reicht von 24 (Auxerre) bis 330 € (Marseille), ergibt also ein Verhältnis von fast 1:14, wobei die Höchstpreise dieser beiden Klubs allerdings diejenigen in den restlichen 18 Stadien auch extrem unter- bzw. überschreiten. In Le Mans, Lorient, Sedan, Toulouse, Troyes und Valenciennes kostet der teuerste Platz 36–40 €, bei neun Erstligisten zwischen 45 und 62 €. Deutlich mehr, aber immer noch weitaus weniger als in Marseille, muss der Zuschauer in Bordeaux (72 €), Lyon (100 €) und Paris (140 €) bezahlen. Offenbar gibt es in Paris, Marseille und Lyon, den drei größten Städten Frankreichs, genügend viele Menschen, die auch einen dreistelligen Euro-Betrag für ein normales Fußballspiel zu zahlen bereit sind.

## Organisierte Fangruppen und Wandel der Zuschauerstruktur
Schon in den 1950er-Jahren verfügten etliche Mannschaften über Fanclubs, die – wie der damals größte, Allez Reims! – teilweise sogar mit Unterstützung der Klubgeschäftsstellen operierten. Heute unterscheiden sich die Strukturen in der Fanszene kaum noch von denen in anderen europäischen Ligen: von der traditionsreichen, eher durch ein höheres Durchschnittsalter charakterisierten Mitgliederorganisation bis hin zu den eher jüngeren Ultras, die mit ihren „Choreos“ oft besonders zur Atmosphäre in den Stadien beitragen, ist die gesamte Spannweite vertreten. Auch Verband und Ligaorganisation betrachten die Fans („Supporters“ auf Französisch) inzwischen nicht mehr nur als zahlendes „Beiwerk“, sondern eher als Mitwirkende eines Events: die LFP veranstaltete 2006/07 erstmals eine „Landesmeisterschaft der Zuschauerränge“ (Championnat de France des tribunes), an deren Ende das beste Publikum in Ligue 1 (Sieger: die AS Saint-Étienne) und 2 (SM Caen) ausgezeichnet wurde. 2007/08 und 2008/09 konnten die Zuschauer im Stade Geoffroy-Guichard diesen Erfolg wiederholen. Stimmung und Fairness sind die Kriterien, nach denen die Gewinner dieses Pokals ermittelt wurden. Dafür hat sich die LFP sogar dazu bereit erklärt, das kontrollierte Abbrennen auch in französischen Stadien normalerweise verbotener „Pyros“ zuzulassen: beim normannischen Zweitligaderby zwischen Le Havre AC und SM Caen Ende August 2006 durften einzelne Vertreter der beiden Fanlager eine Viertelstunde vor dem Anpfiff – im Innenraum und unter Aufsicht der Feuerwehr – ihre Feuerwerksbatterien zünden. Ansonsten wird der wiederholte Einsatz solcher „Stimmungsmittel“ aber streng geahndet; so musste beispielsweise Olympique Marseille Anfang 2007 und erneut im Frühjahr 2009 anschließend jeweils ein Heimspiel unter Ausschluss der Öffentlichkeit austragen.
Hooliganismus und Gewaltbereitschaft im Umfeld von Ligaspielen sind in den letzten Jahren rückläufig. Es bestehen aber nach wie vor besondere gegenseitige „Hasslieben“, häufig zwischen Fangruppen benachbarter Vereine, deren meistzitierte die zwischen den Anhängern von AS Saint-Étienne und Olympique Lyon ist, die auch in der Rückrunde 2006/07 erneut zum Ausdruck kam. Dagegen ist die Gegnerschaft zwischen den Fans von Paris Saint-Germain und Olympique Marseille eine teilweise künstlich erzeugte, mit der Ende der 1980er Jahre der Fernsehsender und PSG-Sponsor Canal+ sowie OMs Präsident Tapie – wie beide Seiten später zugaben – das Interesse an den Begegnungen zwischen beiden Mannschaften „anheizen“ wollten. Nach der sehr kurzfristigen Absage eines Punktspiels zwischen OM und PSG im Oktober 2009 – viele Pariser Zuschauer waren bereits in Marseille eingetroffen – kam es im Stadtgebiet zu massiven Auseinandersetzungen zwischen Anhängern der beiden Klubs. Im Februar 2010 starb ein PSG-Fan am Rande des Rückspiels gegen Marseille bei Auseinandersetzungen zwischen verfeindeten Pariser Fangruppen. Vor allem im und um den Parc des Princes (Prinzenparkstadion) kommt es seit einigen Jahren zunehmend zu gewalttätigen Konflikten zwischen Ultras aus der tribune Boulogne, die als „Kurve der weißen [sic!], eher politisch rechts stehenden Pariser“ gilt, und Anhängern aus der tribune Auteuil, auf der sich mehrheitlich „afrikanische und arabische Einwanderer aus den Vorstädten“ finden.
Saint-Étienne hat 1979 und 1995 zwei Untersuchungen über die Zusammensetzung der Besucher im eigenen Stadion durchgeführt. Inwieweit diese statistisch verlässliche Ergebnisse erbracht haben, kann mangels näherer Informationen über die Methoden der Erhebung nicht bewertet werden, weshalb hier auch auf eine soziologische Analyse der Daten verzichtet wird. Sie sind wegen unterschiedlicher Einzugsgebiete zudem nicht einfach auf sämtliche Stadien der Ligue 1 übertragbar, decken sich allerdings in der Tendenz mit Beobachtungen aus deutschen Erstligastadien.
Der „typische Besucher“ eines Ligue-1-Spiels war danach 1995 im Vergleich zu 1979…
- jünger (Zuwachs des Anteils der unter 40-Jährigen von 49 auf 80 %, was mit einer Zunahme von Schülern und Studenten von 26 auf 36 % und einer Abnahme des Rentneranteils von 6,5 auf 5,3 % korreliert)
- beruflich häufiger im Dienstleistungssektor tätig (Zunahme der Angestellten von 20 auf 24 %, Abnahme der Arbeiter von 21 auf 13 % – worin sich auch der wirtschaftliche Strukturwandel der alten Industriestadt widerspiegelt)
- weiblicher (1995 war jeder sechste Besucher eine Besucherin; 1979 wurde dies nicht gesondert ausgewiesen, in Mitteleuropa besteht allerdings ein genereller Trend zu mehr Frauen in den Fußballstadien)

## Lokalderbys
Echte Lokalderbys, also das Aufeinandertreffen mindestens zweier Teams aus derselben Stadt, hat es im französischen Berufsfußball nur relativ wenige gegeben. Diese existierten bis in die 1960er Jahre insbesondere in Paris, als Racing, Stade Français, Club Français, Cercle Athlétique und der allerdings bereits unmittelbar außerhalb der Stadtgrenze ansässige Red Star erst- oder zweitklassig vertreten waren. Mitte der 2010er Jahre ist das korsische Ajaccio (Athletic Club und Gazélec FCO, Derbys um Punkte bisher nur in der Ligue 2) dazugekommen. Recht nahe beieinander, aber in unterschiedlichen Städten, sind Profiklubs aus Lille und Lens, Montpellier, Sète und Nîmes sowie Nizza und Monaco beheimatet; Saint-Étienne und Lyon trennen hingegen bereits über 60, Guingamp und Rennes gar 125 Kilometer. Gleichwohl gilt die Partie AS Saint-Étienne gegen Olympique Lyon als das älteste – es besteht seit Anfang der 1950er, und dabei treffen zwei Mannschaften aufeinander, die beide zahlreiche nationale Titel gewonnen haben – und bis ins 21. Jahrhundert auch wichtigste französische Derby, weitaus mehr als der sogenannte „Classique“ zwischen Olympique Marseille und Paris SG.
Anfang 2017 hat France Football sich ausführlicher mit dem Thema befasst und ist für die jüngere Zeit auf insgesamt neun „wahre wie falsche“ Derbys gekommen, die das Fachblatt zusätzlich zur geographischen Nähe auch nach der auf dem Rasen, den Zuschauertribünen sowie den verbalen Schlagabtäuschen im Umfeld der Duelle analysiert hat. Danach erfüllen nur vier Paarungen die Derbykriterien in jeder Hinsicht: AS Saint-Étienne gegen Lyon, Lille OSC gegen Racing Lens, FC Nantes gegen Stade Rennes und FC Metz gegen AS Nancy. Bei HSC Montpellier gegen Olympique Nîmes, SC Bastia gegen AC Ajaccio und OGC Nizza gegen AS Monaco fehlt es hingegen zwar auch nicht an der Nähe, aber an einer gegenwärtig erlebbaren Rivalität. Die Aufeinandertreffen zwischen den westfranzösischen Traditionsvereinen FC Nantes und Girondins Bordeaux sind wohl regelmäßig von Konkurrenz um die Vorrangstellung nahe der Atlantikküste geprägt, die Stadien trennen aber über 300 km Distanz. Und Duelle zwischen den Girondins und dem Toulouse FC blicken zwar auf eine Tradition seit 1937 zurück; aber es fehlt sowohl an der geographischen Nähe (fast 250 Kilometer Abstand) als auch an herausragender Rivalität. Diese Paarung, für die Werbestrategen in den 2010er Jahren das Markenetikett „Le Garonnico“ – Bordeaux und Toulouse liegen beide an der Garonne – einführen wollten, setzt France Football deshalb auf den letzten Rang der untersuchten französischen Derbys.
Für das deutsche Fußballmagazin Zeitspiel existieren sogar lediglich drei französische Derbys, nämlich Saint-Étienne gegen Lyon, Lille gegen Lens und das allerdings auch dort als „Kunstprodukt“ charakterisierte Aufeinandertreffen zwischen Paris und Marseille. In einer früheren Ausgabe hat die Zeitschrift darauf hingewiesen, dass es in der Bretagne insbesondere im 21. Jahrhundert mit fünf Proficlubs (Stade Brest, En Avant Guingamp, FC Lorient, FC Nantes und Stade Rennes) durchaus eine Basis für dauerhafte Regionalderby-Rivalitäten gibt. Allerdings weisen diese Vereine eine vor allem bei den Fans tief verankerte Gemeinsamkeit auf: in allen fünf Stadien verbindet das Bekenntnis zum Bretonentum die gegnerischen Blöcke, wie es besonders augenfällig 2009 beim Pokalfinale zwischen Guingamp und Rennes zu Tage trat.

## Beliebtheit der Vereine
Eine repräsentative, landesweite Umfrage, die Anfang 2007 im Auftrag von France Football durchgeführt wurde, erbrachte als Ergebnis, dass nicht etwa der seinerzeitige Serienmeister der Ligue 1, Olympique Lyon, sondern ein Klub in der Gunst der Bewohner Frankreichs an erster Stelle stand, dessen letzter bedeutender Titelgewinn schon 14 Jahre zurücklag: 35,9 % der Fußballfans und 17,2 % aller Einwohner nannten Olympique Marseille als ihren einheimischen Lieblingsverein; Lyon kam lediglich auf 20,3 bzw. 12,5 %. Alle anderen Vereine folgen mit weitem Abstand – auf dem dritten Rang steht bei beiden befragten Gruppen Paris Saint-Germain (8,0 bzw. 4,6 %) vor Bordeaux, Saint-Étienne, Auxerre und Lille. Ein wesentlicher Unterschied zwischen Fußballinteressierten und „Normalbürgern“ findet sich auch: nur bei Ersteren taucht der FC Lorient (auf Rang 8), nur bei Letzteren der RC Lens (sogar auf dem 4. Platz) unter den zehn beliebtesten Klubs auf.

## Statistik (1932–1939 und 1945–2019)

### „Ewige Tabelle“
(Punkte für den gesamten Zeitraum nach der 3-Punkte-Regel; Vereine, die in der Saison 2019/20 in der Ligue 1 spielen, sind rosa unterlegt, Ligue-2-Vereine gelb)
| Rang | Verein                   | Spiel- zeiten | Titel | Vize- mstr. | Punkte | Erst- mals | Zu- letzt |
| ---- | ------------------------ | ------------- | ----- | ----------- | ------ | ---------- | --------- |
| 01   | Olympique Marseille x    | 74            | 9     | 12          | 4.144  | 1932/33    | 2023/24   |
| 02   | Girondins Bordeaux       | 69            | 6     | 9           | 3.917  | 1945/46    | 2021/22   |
| 03   | AS Monaco                | 65            | 8     | 7           | 3.892  | 1938/39    | 2023/24   |
| 04   | AS Saint-Étienne         | 69            | 10    | 3           | 3.859  | 1953/54    | 2021/22   |
| 05   | Olympique Lyon           | 60            | 7     | 5           | 3.456  | 1951/52    | 2019/20   |
| 06   | OSC Lille y              | 67            | 5     | 7           | 3.454  | 1932/33    | 2019/20   |
| 07   | FC Sochaux               | 66            | 2     | 3           | 3.209  | 1932/33    | 2013/14   |
| 08   | OGC Nizza                | 61            | 4     | 3           | 3.033  | 1932/33    | 2018/19   |
| 09   | FC Nantes                | 51            | 8     | 7           | 3.014  | 1963/64    | 2019/20   |
| 10   | Stade Rennes             | 62            | –     | –           | 2.938  | 1932/33    | 2019/20   |
| 11   | RC Lens                  | 58            | 1     | 4           | 2.882  | 1937/38    | 2014/15   |
| 12   | Paris Saint-Germain      | 46            | 8     | 8           | 2.877  | 1971/72    | 2018/19   |
| 13   | FC Metz                  | 60            | –     | 1           | 2.717  | 1932/33    | 2017/18   |
| 14   | RC Strasbourg            | 58            | 1     | 1           | 2.701  | 1935/36    | 2018/19   |
| 15   | FC Toulouse z            | 50            | –     | 1           | 2.406  | 1946/47    | 2018/19   |
| 16   | Stade Reims              | 34            | 6     | 3           | 1.901  | 1945/46    | 2018/19   |
| 17   | Olympique Nîmes          | 37            | –     | 4           | 1.812  | 1951/52    | 2018/19   |
| 18   | AJ Auxerre               | 32            | 1     | –           | 1.795  | 1980/81    | 2011/12   |
| 19   | Montpellier SO/HSC       | 37            | 1     | –           | 1.696  | 1932/33    | 2018/19   |
| 20   | SC Bastia                | 34            | –     | –           | 1.601  | 1968/69    | 2016/17   |
| 21   | Racing Paris             | 30            | 1     | 2           | 1.504  | 1932/33    | 1989/90   |
| 22   | Valenciennes US/FC       | 33            | –     | –           | 1.464  | 1935/36    | 2013/14   |
| 23   | AS Nancy                 | 30            | –     | –           | 1.428  | 1970/71    | 2016/17   |
| 24   | SCO Angers               | 27            | –     | –           | 1.271  | 1956/57    | 2018/19   |
| 25   | CS Sedan                 | 23            | –     | –           | 1.102  | 1955/56    | 2006/07   |
| 26   | Le Havre AC              | 24            | –     | –           | 1.011  | 1938/39    | 2008/09   |
| 27   | AS Cannes                | 22            | –     | 1           | 932    | 1932/33    | 1997/98   |
| 28   | FC Rouen                 | 19            | –     | –           | 860    | 1936/37    | 1984/85   |
| 29   | SM Caen                  | 18            | –     | –           | 784    | 1988/89    | 2018/19   |
| 30   | FC Sète                  | 16            | 2     | –           | 705    | 1932/33    | 1953/54   |
| 31   | FC Nancy                 | 15            | –     | –           | 666    | 1946/47    | 1962/63   |
| 32   | Stade Français Paris     | 15            | –     | –           | 648    | 1946/47    | 1966/67   |
| 33   | Troyes AS/ES             | 17            | –     | –           | 640    | 1954/55    | 2017/18   |
| 34   | Stade Laval              | 13            | –     | –           | 616    | 1976/77    | 1988/89   |
| 35   | FC Lorient               | 13            | –     | –           | 585    | 1998/99    | 2016/17   |
| 36   | EA Guingamp              | 12            | –     | –           | 572    | 1995/96    | 2018/19   |
| 37   | Red Star Paris           | 16            | –     | –           | 568    | 1932/33    | 1974/75   |
| 38   | Armorique/Stade Brest    | 13            | –     | –           | 567    | 1979/80    | 2012/13   |
| 39   | SC Toulon                | 12            | –     | –           | 529    | 1958/59    | 1992/93   |
| 40   | AC Ajaccio               | 13            | –     | –           | 522    | 1967/68    | 2013/14   |
| 41   | CO Roubaix-Tourcoing     | 10            | 1     | –           | 473    | 1945/46    | 1954/55   |
| 42   | Excelsior AC Roubaix     | 07            | –     | –           | 271    | 1932/33    | 1938/39   |
| 43   | SC Fives                 | 07            | –     | 1           | 268    | 1932/33    | 1938/39   |
| 44   | Le Mans UC/FC            | 06            | –     | –           | 264    | 2003/04    | 2009/10   |
| 45   | Olympique Antibes        | 07            | –     | –           | 238    | 1932/33    | 1938/39   |
| 46   | FC Mulhouse              | 06            | –     | –           | 188    | 1932/33    | 1989/90   |
| 47   | FC Évian Thonon Gaillard | 04            | –     | –           | 171    | 2011/12    | 2014/15   |
| 48   | Olympique Alès           | 06            | –     | –           | 170    | 1932/33    | 1958/59   |
|      | Tours AFC/FC             | 04            | –     | –           | 170    | 1980/81    | 1984/85   |
| 50   | FCO Dijon                | 04            | –     | –           | 155    | 2011/12    | 2018/19   |
| 51   | Grenoble FC              | 04            | –     | –           | 141    | 1960/61    | 2009/10   |
| 52   | Limoges Football         | 03            | –     | –           | 139    | 1958/59    | 1960/61   |
| 53   | AS Angoulême             | 03            | –     | –           | 123    | 1969/70    | 1971/72   |
| 54   | Paris FC                 | 03            | –     | –           | 122    | 1972/73    | 1978/79   |
| 55   | FC Martigues             | 03            | –     | –           | 117    | 1993/94    | 1995/96   |
| 56   | RC Roubaix               | 03            | –     | –           | 98     | 1936/37    | 1938/39   |
| 57   | SC Amiens                | 02            | –     | –           | 83     | 2017/18    | 2018/19   |
| 58   | SR Colmar                | 01            | –     | –           | 43     | 1948/49    | 1948/49   |
|      | Chamois Niort            | 01            | –     | –           | 43     | 1987/88    | 1987/88   |
|      | CA Paris                 | 02            | –     | –           | 43     | 1932/33    | 1933/34   |
| 61   | Lyon OU                  | 01            | –     | –           | 42     | 1945/46    | 1945/46   |
| 62   | FC Gueugnon              | 01            | –     | –           | 38     | 1995/96    | 1995/96   |
| 63   | Gazélec FC Ajaccio       | 01            | –     | –           | 37     | 2015/16    | 2015/16   |
| 64   | AS Béziers               | 01            | –     | –           | 33     | 1957/58    | 1957/58   |
| 65   | FC Istres                | 01            | –     | –           | 32     | 2004/05    | 2004/05   |
| 66   | LB Châteauroux           | 01            | –     | –           | 31     | 1997/98    | 1997/98   |
|      | US Boulogne              | 01            | –     | –           | 31     | 2009/10    | 2009/10   |
| 68   | Olympique Avignon        | 01            | –     | –           | 27     | 1975/76    | 1975/76   |
| 69   | AS Aix                   | 01            | –     | –           | 26     | 1967/68    | 1967/68   |
| 70   | AC Arles-Avignon         | 01            | –     | –           | 20     | 2010/11    | 2010/11   |
| 71   | Club Français Paris      | 01            | –     | –           | 18     | 1932/33    | 1932/33   |
| 72   | FC Hyères                | 01            | –     | –           | 16     | 1932/33    | 1932/33   |

### Erfolgreichste Torschützen je Saison
siehe ausgelagerten Liste der Torschützenkönige der Ligue 1

### Vereinsrekorde
- Titelgewinne: Paris Saint-Germain FC, 13-facher Meister
- Titel in Serie: Olympique Lyon (2002–2008), sieben, vor AS Saint-Étienne (1967–1970), Olympique Marseille (1989–1992), und Paris Saint-Germain (2013–2016 & 2022-2025), je vier
- Aufsteiger, die auf Anhieb Meister wurden: Girondins Bordeaux (1950), AS Saint-Étienne (1964), AS Monaco (1978)
- Am längsten ungeschlagen: FC Nantes, 32 Spiele (1.–32. Spieltag 1994/95)
- Am längsten im eigenen Stadion ohne Niederlage FC Nantes, 92 Spiele zwischen Mai 1976 und April 1981
- Die meisten Siege in einer Saison: Paris Saint-Germain (2015/16) 30 Siege, gefolgt von sich selbst (2013/14) mit 27 Siegen, dahinter Stade Reims (1959/60), AS Monaco (1960/61), FC Nantes (1965/66 und 1979/80), je 26 (in 20er-Liga); AS Saint-Étienne (1969/70), 25 (in 18er-Liga)
- Höchste Zahl an Heimsiegen: AS Saint-Étienne, alle 19 Saisonheimspiele gewonnen (1974/75)
- Höchste Zahl an Auswärtssiegen: Paris Saint-Germain (2015/16, 15) vor AS Saint-Étienne (1969/70), Olympique Marseille (1971/72 und 2008/09), Olympique Lyon (2005/06 und 2006/07), Paris Saint-Germain (2013/14) und AS Monaco (2014/15), je 12
- Geringste Zahl an Niederlagen: FC Nantes, 1 (1994/95)
- Am längsten in der Ligue 1: FC Sochaux-Montbéliard und Olympique Marseille, je 66 Spielzeiten
- Am längsten ununterbrochen in Ligue 1: Paris Saint-Germain (2025/26 im 52. Jahr, seit 1974) vor FC Nantes (44 Spielzeiten, 1963–2007) und FC Metz (35 Spielzeiten, 1967–2002)
- Am längsten von den aktuellen Erstligisten ununterbrochen in Ligue 1: Paris Saint-Germain (seit 1974/75)
- Die meisten Tore einer Spielzeit: 1.344 (1946/47; im Mittel 3,5 pro Spiel) in einer 20er-Liga bzw. 1.138 (1948/49; im Mittel 3,7 pro Spiel) in einer 18er-Liga
- Treffsicherster Angriff: RC Paris (118 Tore), Stade Reims (109 Tore, beide in 38 Spielen 1959/60); OSC Lille (102 Tore, 1948/49 in 34 Spielen)
- Beste Abwehr: Paris Saint-Germain, 19 Gegentore (2015/16), vor Olympique Marseille, 21 Gegentore (1991/92)
- Höchster Sieg: FC Sochaux mit 12:1 gegen US Valenciennes (1935/36)
- Die meisten Platzverweise in einer Saison: SC Bastia (1998/99), Paris Saint-Germain (2002/03) und RC Lens (2003/04), je 13
- Saison mit den meisten Zuschauern: 8.186.311 (2005/06)
- Bester Zuschauerschnitt: 22.901 (2000/01)
- Bestbesuchtes Spiel: 77.840 Zuschauer beim Duell Lille gegen Lyon (2008/09, im Stade de France)

### Spieler- und Trainer-Rekorde
- Die meisten Titel: Marquinhos (Paris Saint-Germain, 2014–2016, 2018–2020, 2022–2025), 10 Meisterschaften,
- Die meisten Einsätze in Ligue 1: (siehe auch die ausgelagerte Liste der Rekordspieler)
  - Torhüter: Mickaël Landreau (FC Nantes/Paris SG/OSC Lille/SC Bastia, 1996–2014), 618 Spiele, vor Jean-Luc Ettori (AS Monaco, 1975–1994), 602 Spiele, und Dominique Dropsy (Racing Strasbourg/Girondins Bordeaux/US Valenciennes, 1970–1990), 596 Spiele
  - Feldspieler: Alain Giresse (Girondins Bordeaux/Olympique Marseille, 1970–1988), 586 Spiele, vor Sylvain Kastendeuch (FC Metz/AS Saint-Étienne/Toulouse FC, 1982–2001), 578 Spiele, und Patrick Battiston (Girondins Bordeaux/FC Metz/AS Saint-Étienne/AS Monaco, 1973–1991), 558 Spiele
- Die erfolgreichsten Torschützen: (siehe auch die ausgelagerte Liste der Rekordtorschützen)
  - Delio Onnis (Stade Reims/AS Monaco/FC Tours/SC Toulon, 1971–1986), 299 Treffer, vor Bernard Lacombe (Olympique Lyon/AS Saint-Étienne/Girondins Bordeaux, 1969–1987), 255 Treffer, und Hervé Revelli (AS Saint-Étienne/OGC Nizza, 1964–1978), 216 Treffer
- Bester Torschütze einer Saison: Josip Skoblar (Olympique Marseille), 44 Tore, vor Salif Keïta (AS Saint-Étienne), 42 Tore, beide in der Spielzeit 1970/71
- Torschützenkönig mit der geringsten Trefferzahl: Pauleta (Paris Saint-Germain), 15 Tore in der Saison 2006/07, vor Bernard Zénier (FC Metz, 1986/87) und Mamadou Niang (Olympique Marseille, 2009/10), je 18 Tore
- Die meisten Tore in einem Spiel:
  - Vor dem Zweiten Weltkrieg: André Abegglen (FC Sochaux; 1935) und Jean Nicolas (FC Rouen; 1938), je 7 Treffer, jeweils gegen US Valenciennes
  - Nach dem Zweiten Weltkrieg: Roland Tylipski (FC Nancy; 1946, gegen Stade Rennes), Maurice Charpentier (RC Paris; 1963, gegen SO Montpellier), Ahmed Oudjani (RC Lens; 1963, gegen RC Paris), Salif Keïta (AS Saint-Étienne; 1971, gegen CS Sedan), Carlos Bianchi (Stade de Reims; 1974, gegen Paris Saint-Germain) und Zvonko „Tony“ Kurbos (FC Metz; 1984, gegen Olympique Nîmes), je 6 Treffer
- Allererster Torschütze: der Österreicher Karl Klima[91] (Olympique Antibes) am 11. September 1932 nach acht Minuten
- Jüngster eingesetzter Spieler: Laurent Paganelli (AS Saint-Étienne), im Alter von 15 Jahren, 10 Monaten und 3 Tagen am 25. August 1978
- Jüngster Torschütze: Laurent Roussey (AS Saint-Étienne), im Alter von 16 Jahren, 3 Monaten und 26 Tagen am 21. April 1978
- Am häufigsten des Feldes verwiesener Spieler: Cyril Rool, 20 Platzverweise
- Größte Zahl von Ligue-1-Spielen als Trainer: Guy Roux (AJ Auxerre, RC Lens), 895 Spiele (1980–2005 und 2007), vor Kader Firoud (Olympique Nîmes, FC Toulouse, SO Montpellier) mit 782 Spielen (1955–1982), Albert Batteux (Stade Reims, AS Saint-Étienne, OGC Nizza) mit 656 (1950–1979), José Arribas (FC Nantes, Olympique Marseille, Lille OSC) mit 654 (1963–1982) und Jean Fernandez (bei neun Vereinen im Zeitraum 1987–2013) mit 603 Partien. Von den 2016/17 in der L1 beschäftigten Übungsleitern erreichte Christian Gourcuff im März 2017 die 400er-Marke.[92]